# スイートプリキュア♪
『スイートプリキュア♪』（SUITE PRECURE♪）は、2011年2月6日から2012年1月29日まで、朝日放送の制作により、テレビ朝日系列で毎週日曜8時30分から9時（JST）に全48話が放送された、東映アニメーション制作の日本のテレビアニメ。『プリキュアシリーズ』の通算8作目にして、6代目のプリキュアに当たる。

## 概要
本作品も前作同様2人構成で物語がはじまる。タイトルに使われているスイートは「組曲」を意味する音楽用語であり、そのタイトルの通り「音楽と友情」がメインテーマとなっている。朝日放送 (当時) の松下洋幸プロデューサーは「今までにない『新しい仕掛け』を盛り込む」、東映アニメーションの梅澤淳稔プロデューサーは「音楽をテーマに、散らばった伝説の楽譜の音符など、シリーズ最大のスケールで描いていく」としている。プリキュアの2人がピンチに陥った時に現れる「謎の仮面のプリキュア」など、新たな要素も組み込まれている。
主人公である北条響（キュアメロディ）役の小清水亜美と南野奏（キュアリズム）役の折笠富美子は、以前に同時間帯にて放送されていたアニメ『明日のナージャ』において、メインキャラクターの声での共演歴がある。また前作に続いて、主題歌を手がける工藤真由も声優として出演しており、本作品では音符の妖精・フェアリートーン役としてレギュラー出演を果たしている。
前作から始まった、データ放送との連動で番組放送中にプリキュアポイントを貯めるミニゲームも引き続き行われた。

### 東日本大震災による放送スケジュールの影響
2011年3月11日に発生した東日本大震災（東北地方太平洋沖地震）の影響で、後述の通り一部放送スケジュールにも変更が発生した他、「（震災があった年だったので）意図的な部分も無意識的な部分も含め、多分に震災の影響が盛り込まれていたと思います」と境宗久シリーズディレクターがコメントしているように、作品内容そのものに対しても少なからぬ影響が及ぶこととなった。また被災者への応援メッセージとして、同年5月20日には東映アニメーション公式サイトで、応援メッセージ動画『プリキュアからみんなへの応援ムービー』が配信された。また、話数に関しても当初の全49話予定から1話短縮され、全48話となった。

## あらすじ
人間世界とは異なる場所に存在する、幸せな音楽の国メイジャーランド。そこで年に一度だけ行われる演奏会において、歌の妖精ハミィは世界の人々の平和を願い「伝説の楽譜」に記された「幸福のメロディ」を歌おうとしていた。しかし 演奏会の最中、悲しい音楽の国マイナーランドの王メフィストが現れ、楽譜を「不幸のメロディ」に変えようとする。メイジャーランドの女王アフロディテは音符を別の世界である人間世界にばらまいて それを阻止したが、散らばった音符を取り戻すため メフィストは配下のセイレーンとトリオ・ザ・マイナーを、アフロディテはハミィと7体のフェアリートーンを人間世界に遣わす。
一方、人間世界の加音町に住む北条響は、かつての親友である南野奏とすれ違う日々を送っていた。そんな中、2人はハミィやマイナーランドの刺客達と遭遇し、なし崩しにプリキュアの戦士キュアメロディとキュアリズムとして目覚めることになる。最初はすれ違いの出来事を引きずって喧嘩の多い響と奏であったが、徐々に友情を取り戻していき、プリキュアとしても一歩ずつ成長していく。
やがて、ハミィと対立していたセイレーンも、様々な出来事を通じて和解し、黒川エレン（＝キュアビート）としてプリキュアに覚醒。3人のプリキュアは互いに助け合ってメフィストやトリオ・ザ・マイナーの襲撃を打ち破っていくが、やがて謎の仮面のプリキュア・キュアミューズの正体が調辺アコだったことが判明し、キュアミューズとメフィストとの「驚くべき関係」と、マイナーランドを裏で操る真の黒幕・ノイズの存在が明らかになっていくのだった。

## 登場人物

### プリキュア
響と奏は「私立アリア学園中学校」（以下「アリア中」）2年A組のクラスメイトで、エレンも第28話から通うことになり2人と同クラスになる。アコは市立加音小学校の3年生である。
一人称は全員「わたし」。幼なじみ同士の響と奏の2人は呼び捨てで呼び合っている。エレンとアコの呼び方と呼ばれ方については各々の項目を参照。

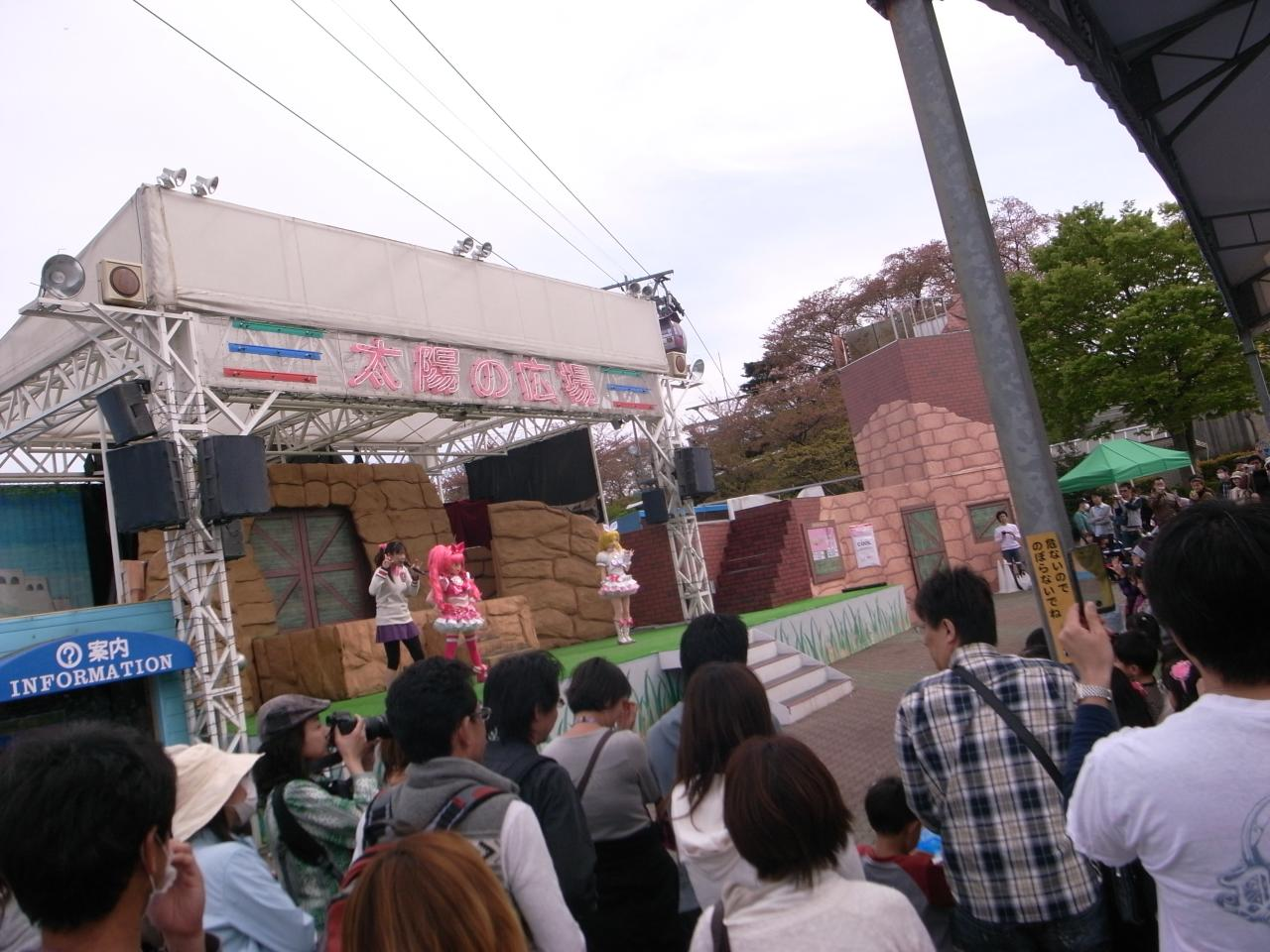
プリキュアのキャラクターショー（2011年、よみうりランド「太陽の広場」にて。ステージにいるのがキュアメロディとキュアリズム）

北条 響（ほうじょう ひびき） / キュアメロディ
声 - 小清水亜美
本作品の主人公で、加音町に住む14歳の女子中学生。茶色の腰まで届くロングヘアが特徴。私服は黒とマゼンタを基調としたものを着用している。
活発かつ元気な性格だが、寂しがり屋で涙もろい面もある。負けず嫌いでもあり、正義感も人一倍強い。ナイーブな一面を敵に利用されることもある。
一人っ子であるため弟がいる奏を羨ましく思い、年少のアコに対しても積極的に接している。
幼馴染の奏とは親友同士だったが、中学の入学式での誤解が原因で犬猿の仲になるが、奏とともにプリキュアになったことを機に誤解が解ける。現在もケンカこそ多いが、深い信頼で結ばれた独特の友情を構築している。
幼少時はピアノを習っていたが、ある時父とのすれ違いから「自分には音楽の才能がない」と思いこみ、以来音楽全般から距離を置く。しかし、音楽への愛情を捨てきれず、第3話で音楽への情熱を取り戻し、第17話では母との交流をきっかけにピアニストを志すようになる。
長いブランクからピアノの腕前は落ちていたが、奏との連弾やエレンの指導によってコンクールで準優勝するほど上達した。
食欲旺盛かつ甘いものが好物であり、奏と険悪だった頃も頻繁にスイーツ部の部室に侵入し、菓子を摘み食いしては奏を怒らせていた。また、南野家の店のケーキが好物。
運動神経は抜群だが、運動自体が好きなため特定の部活には所属せず、助っ人に徹している（前述のピアノ修行により一時中断していた時期あり）。その一方で、勉強や料理は不得意で絵心もない。テスト勉強ではズルをしようとしたこともあった。
父は著名な音楽家で、母は世界的ヴァイオリニスト。今の中学に入学したのは父の勧めである。
口癖は「ここで決めなきゃ女がすたる!」。
南野 奏（みなみの かなで） / キュアリズム
声 - 折笠富美子
響とは幼馴染。オリーブ色をしたロングヘアが特徴。私服はピンク色と白を基調にしたものを着用している。
真面目で友人や教師からも頼りにされているが、人一倍頑張る努力家。芯が強く、涙を見せることは滅多にない。
納得のいかないことは譲らない一面もあり、「大切な相手には厳しくても、本音を言うべき」という考えから、親友の響や悪戯好きな弟に対しては怒りやすい。
自らをおとなしい性格であると言っているが、周囲からは「怒ると誰よりも怖い」と言われ、その性格もあって響との仲が回復した当初も仲違いをし、響を傷つけることもあった。
響の子供っぽさをよく理解しており、響が冷たい態度を取ってもあえて対抗しないことがある。
ネコ好きであり、特に肉球に目がない。
運動神経は低いが勉強と菓子作りは得意で、学校ではスイーツ部に所属している。パティシエールとして跡を継ぎ人々を笑顔にするという夢をもち、父をとても尊敬している。
学園のアイドルである王子に想いを寄せており、彼のこととなるとパニックに陥ったり、行動が空回りする。少し妄想癖があり、自分だけの世界に入り込んでは度々響に呆れられている。
自宅はカップケーキショップ「Lucky Spoon」を経営している。また、小学3年生の弟がいる。
口癖は「気合のレシピみせてあげるわ!」。
黒川 エレン（くろかわ エレン） / キュアビート
声 - 豊口めぐみ
元々はセイレーンが人間形態になっていた姿だが、第21話でのプリキュアへと覚醒したと同時にこちらが本来の姿となる。
暗い紫色のロングヘアが特徴。髪型は向かって右側につけていたS字形の金色の髪飾りから、黄色のシュシュで髪の一部を少し結んだものに変わった。首輪（人間体ではチョーカー）についていたペンダントも覚醒時に消滅し、セイレーン本来の猫の姿を含め他者に変身することもできなくなる。私服は黒と淡い紫色を基調としたものを着用している。
敵対していた頃は響と奏を蔑んだ言葉で呼んでいたが、親友になってからは名前で呼ぶようになる。響と奏からは本人の意向から「エレン」と呼ばれている。
第21話でハミィを救いたいという想いから無意識にプリキュアへと覚醒したが、自身に潜む憎しみの感情から当初は変身を躊躇っていた。しかし、第22話でハミィを想う心から「キュアモジューレ」が出現し、第23話で「今まで壊してきた絆を守りたい」というハミィの助言もあって、プリキュアとして戦うことを決意する。
現在は「調べの館」に住んでおり、音吉の支援で第28話から響たちのクラスに編入する。
一見クールだが、実際は臆病かつ緊張しやすい性格でお化け屋敷用のお化けのセットに驚いたこともある。独学で学んだ人間界の知識を変に解釈することがある。
セイレーンの頃と同じく情報収集を怠らないが、奏やハミィの情報をメモするなど行き過ぎなところがあり、作り物を見ただけで取り乱すほどのお化け嫌い。
昔から人付き合いは不得手で、ハミィの他に友人がおらず、響や奏との接し方に悩んで名前すら呼べなかったが、響たちとも徐々に絆を深めていく。
「エレン」という名前は第1話により響の前で名乗った仮の名前だったが、以降人間界の人々にはその名で呼んでもらうことを望んでいる。しかし、ハミィを始め人間界外の者などは一貫して本来の名前で呼んでいる。
猫の言葉は理解可能で、身軽さから岩山も軽々と登ることができる。
決戦後はメイジャーランドには残らず、響たちと加音町に戻っている。
マイナーランド時代の詳細はセイレーンを参照。
調辺 アコ（しらべ アコ） / キュアミューズ
声 - 大久保瑠美
メイジャーランドの王女で、メフィストとアフロディテの娘。9歳の小学生。髪型はオレンジ色のショートボブで、アンダーフレームの伊達眼鏡をかけている。私服はピンク色のTシャツの上に青いオーバーオールを着用している。現在の容姿は素性が知られない為の変装であり、メイジャーランド時代は眼鏡をかけず腰まで届くロングヘアーにひまわりのティアラを付け、黄色のドレスを纏っていた。
響たちのことは呼び捨てで呼び、自身のことも呼び捨てにするよう求めている。
寡黙かつ大人びた性格で、表情を崩すことは滅多にないが、柔らかい表情や負けず嫌いな一面もみせる。運動神経は抜群で、手先も器用で音吉に手作りの人形をプレゼントしたこともある。
当初は家族と離れて暮らす寂しさから他人を拒んでいた。クラスメイトの奏太には冷めた態度をとりつつ行動を共にする。響や奏に対しても辛辣な言葉をぶつけていたが、徐々に言動や態度を軟化させていく。
父・メフィストの変貌により、祖父・音吉のいる「加音町」に身を寄せるが、両親を想う心から「キュアミューズ」として覚醒する。しかし、母を心配させないために素性を隠して行動していた。
第34話ではメフィストのピンチを庇い、「父を救いたい」という想いとプリキュアの使命との板挟みに苦悩するが、ドドリーを介した音吉の後押しや、黒幕であるノイズを睨んだキュアメロディの言葉で戦う覚悟を決め、続く第35話でプリキュアや父の前で正体を明かす。
メフィストを助け出した後、両親から帰郷を望まれたが、プリキュアとしての使命を尽くすため加音町に留まることを決意する。
ノイズを浄化したあとは加音町に戻り引き続き加音小学校に通学し、奏太以外にも友人ができた様子が描かれている。

### メイジャーランド
全世界の音や音楽を生みだしている国。「伝説の楽譜」に記された「幸福のメロディ」を年に一度、選ばれた妖精に歌わせることで世界の平和を守っている。
住人は人間に酷似した者や、動物や楽器を擬人化した者が入り混じって存在している。
住人の一部には、虹色の鍵盤を発生させる能力を持っている者もおり、この能力はメイジャーランドなどへの移動手段になるほか、鳴らすことで足場にしたり、エネルギー波を発射して敵を拘束したり、音波攻撃を反射したりと様々な形で活用される。

#### 王族
アフロディテ
声 - 日髙のり子
メイジャーランドの女王。音吉の娘であり、アコの母。頭にト音記号を模した飾りをつけている。一人称は「わたし」。かなりの美人で初めて見た響と奏は美人と認めた趣旨の発言で評した。
メフィストによる「幸福のメロディ」の改ざんを防ぐため、楽譜のト音記号の一部を偽物とすり替えたうえで、全ての音符を人間界へとばら撒いた。
人間世界との交信は鏡や水面、壁などを介して行う。
色鮮やかな大型のインコのようなオウム（声 - 儀武ゆう子）を飼っている。
キュアミューズの存在についてはハミィに報告されるまで知らなかったが、その報告によってある程度はその正体を憶測しており、キュアミューズがメフィストを庇った時点で見抜く。
最終決戦ではノイズとの対決に臨むプリキュアたちを送った後、国民とともにノイズによって石化されたが、ハミィが歌った「幸福のメロディ」によって元に戻った。
調辺 音吉（しらべ おときち）
声 - 園部啓一
アコの母方の祖父で、アフロディテの父親。ペニー・ファージング型自転車を愛用している。一人称は「わし」。
「ズレとる」が口癖で、優れた音感を持っており、細かい音程のズレを指摘したり、離れた場所にいる人物の鼓動を聞き取ることができる。
音楽を愛しており、ネガトーンの音波攻撃を受けても悲しみに沈まない。自分の奏でるパイプオルガンの音色を聞いたセイレーンに「ただ者ではない」と感じられていた。
過去にクレッシェンドトーンと共にノイズと対決し、激闘の末に封印した張本人。現在は加音町でアコと共に生活している。
キュアミューズの正体を当初から知っており、アコを心配するアフロディテに見守るように諭している。
プリキュア達にアドバイスを送っており、響と奏の友情を取りもつために一計を案じたり、改心したエレンを「調べの館」に住まわせ、学校にも通えるようにした。
調べの館では音色を奏でるパイプオルガンを修理しており、それを完成させて音楽の素晴らしさを人々に伝えるのが夢。このパイプオルガンが奏でる聖なる音は、ノイズの力に対抗できる唯一の手段でもある。
第45話ではノイズにパイプオルガンを破壊され敗北し、クレッシェンドトーンとともに石版に封印される。第48話ではハミィが「幸福のメロディ」を歌唱したことで、石版から解放される。
最終決戦後は小鳥に戻ったノイズを危険視するが、響たちの説得により気を許しクレッシェンドトーンと同じくノイズを見守ることを決めた。

#### 妖精
ハミィ
声 - 三石琴乃 / 歌 - Remi
メイジャーランドの妖精。白猫のような外見をしている。一人称は「ハミィ」で、間に「ニャプ」とつけたり、語尾に「ニャ」をつけて話す。
普段は北条家のペットの猫として加音町の住民には認知されている。肉球はハートの形をしており、触り心地がいい。猫とも普通に会話できる。
マイペースかつ天然ボケな性格。重要な事実を忘れることが多い。うっかり一般人の前で言葉を喋ることがある。
食欲旺盛で、食べることで悲しい気持ちを振りはらっている。カップケーキが好物。
アフロディテから、人間界に飛散した「伝説の楽譜」の音符を集めることを命じられている。
声には音符を操る力が宿っており、「プリキュアになる者に宿る」と言われているト音記号を見つけることができる。また、「ニャプニャプ〜」と唱えて両手を打つことでネガトーンにされた音符を浄化することができる。
かつては歌が下手だったが、セイレーンに特訓してくれたことで上達し、「伝説の楽譜」に書かれた「幸福のメロディ」の歌唱役にも選ばれることになる。
セイレーンを信頼しており、その一途な想いがセイレーンの心を動かして「キュアビート」へと覚醒させるきっかけとなる。
第47話ではノイズの悲しみに気づき、ノイズの体内に「伝説の楽譜」と共に飛びこみ、歌声でノイズが吸収した音符を一時的に浄化した。
ノイズの体内から解放された後も眠りについていたが、響たちの歌声によって目覚め、「幸福のメロディ」を歌唱して世界に平和を取り戻す。その後はメイジャーランドに残らず、加音町に戻っている。
フェアリートーン
声 - 工藤真由（8体すべて担当）
「伝説の楽譜」の音符を集めている妖精たち。全部で8体いる。一人称は全員「ボク」だが、声質はそれぞれ異なる。
宝石のように多面体カットされた頭部が特徴で、それぞれ色も能力も異なる。ミリー、ファリー、ソリー、シリーはキュアモジューレの内部に入り込むことで、プリキュアに飛行能力を与えることができる。
キュアモジューレに装着した場合でも、プリキュアへの変身が完了したあとはキュアモジューレから離れて単独行動することが可能。回収した音符を収納したり、マイナーランドが用いる五線状の結界を打ち消すこともできる。
基本的に自身の音程の声のみを発するが、普通に喋ったり、他の楽器の音を出したりすることもできる。
実は地道に訓練や会議を行っている。
普段は響の家で暮らしているが、ドドリーはパートナーのアコと行動することが多い。
第47話では、8体が合体することで一時的にクレッシェンドトーンのような姿に変化し、プリキュアに更なる力を与えた。
ドリー
「ドリームメロディ」を司るピンク色のフェアリートーンで、語尾に「ドド」とつけて話す。
響のキュアモジューレに装着することで、響をキュアメロディに変身させる。また、ミラクルベルティエ・セパレーションを使用する際に、ベルティエに装着する。
キュアモジューレに装着した状態でオカリナとして吹くと、傷ついた心を癒し、夢見る気分にさせる。
レリー
「レジェンドメロディ」を司る白色のフェアリートーン。やや低めの声質で、語尾に「レレ」とつけて話す。
奏のキュアモジューレに装着することで、奏をキュアリズムに変身させる。また、ファンタスティックベルティエ・セパレーションを使用する際に、ベルティエに装着する。
キュアモジューレに装着した状態でオカリナとして吹くと、元気が湧いてくる。
ミリー
「ミラクルメロディ」を司る橙色のフェアリートーン。やや高めの声質で、語尾に「ミミ」とつけて話す。
キュアメロディがミラクルベルティエを使用する際に装着する。
ファリー
「ファンタスティックメロディ」を司る黄色のフェアリートーン。語尾に「ファファ」とつけて話す。
キュアリズムがファンタスティックベルティエを使用する際に装着する。
お調子者な性格で、第41話では最後の音符を預けられたことで舞いあがり、仲間からは心配された。ほかのフェアリートーンに比べて腕が短いため腕組みすることができずにいる。
ソリー
「ソウルフルメロディ」を司る緑色のフェアリートーン。語尾に「ソソ」とつけて話す。
キュアビートがラブギターロッドに装着することで、ソウルロッドに変形させる。
キュアモジューレに装着した状態でオカリナとして吹くと、集中力が高まる。
ラリー
「ラブリーメロディ」を司る水色のフェアリートーン。高めの声質で、語尾に「ララ」とつけて話す。
エレンのキュアモジューレに装着することで、エレンをキュアビートに変身させる。また、ラブギターロッドを使用する際にロッドに装着する。
シリー
「シャイニングメロディ」を司る青色のフェアリートーン。低めの声質で、語尾に「シシ」とつけて話す。
キュアミューズのキュアモジューレに装着することで必殺技を発動させることができる。
「大事な音符をあずかっている」という使命感が強く、フェアリートーンたちに号令をかけたり、自分を囮にして仲間を逃がすなど勇敢な行為に出ている。
ドドリー
「ドリームエクセレントメロディ」を司る紫色のフェアリートーンで、ドリーと同じく、語尾に「ドド」とつけて話す。
アコが持つキュアモジューレに装着することで、アコをキュアミューズに変身させる。
基本的に他のフェアリートーンと同じだが、瞳のハイライトの形が異なる。ハミィと共に他の7体が派遣される以前にアコと出会っており、彼女と行動をともにする。
アコの心を読むことが可能で、当初はキュアミューズが正体を隠すために発言をしないため、アコの代弁する役目も担った（その場合も語尾に「ドド」とつけるが、一人称は「わたし」に変わる）。しかし、アコの意思とは関係なく本音を代弁することもある。
クレッシェンドトーン
声 - 西原久美子
メイジャーランドの伝説のアイテム「ヒーリングチェスト」に宿る音の精霊。一人称は「わたし」。
フェアリートーンに似た姿だが、体色は金色でト音記号型の模様が付いた翼と鳥のような尾羽を持つほか、頭部の冠の部分が大きい。
世界の全ての音を生み出したとされ、フェアリートーンも生み出すが、その存在はハミィやセイレーンですら知らなかった。
かつて音吉とともにノイズと対決した際に相討ちとなり、ヒーリングチェストごと「魔響の森」に封印されていた。当初は響にテレパシーで語りかけていただけだったが、フェアリートーンが弱って動けなくなったことを受け、響たちに自分の元まで来るように伝える。
響たちに救われた後はプリキュアをサポートし、戦闘時は合体技を発動させる鍵となる。様々な音を鳴らす能力をもち、相手の心を読むことも可能。
自分にとって都合の悪い質問を誤魔化す性格。キュアミューズの事情は当初から知っていたが、キュアミューズの気持ちを尊重していたために黙認していた。
放任主義な一面もあり、プリキュアたちが「どうすれば強くなれるのか」という質問に「自分で考えなさい」と突き放したこともある。
第45話ではノイズを封印しようとするが、全く歯が立たずに完敗。その後、捨て身の行為でキュアメロディ達を救出したが、音吉と共にノイズによって石版に封印される。
第48話ではハミィが「幸福のメロディ」を歌唱したことで解放され、ヒーリングチェストに戻る。最終決戦後、響たちがピーちゃん（ノイズ）を受け入れて和解したことには驚いたものの、想像以上の成長を遂げた響たちを素直に称賛し、見守ることを決めた。

### マイナーランド
プリキュアの敵対勢力。王であるメフィストがひきいる嘆きと悲しみに満ち溢れた国だが、実態は悲しみの結晶であるノイズが操っている。赤黒く霧がかった地帯を本拠地にしているほか、人間界での活動においては「加音町の時計塔」を拠点にしているが、セイレーン離脱後は灯台を拠点にしている。
すべての世界を悲しみに染めることを目的に掲げ、その目的の達成の阻害となる「伝説の楽譜」に記された「幸福のメロディ」を「不幸のメロディ」に改ざんするため、「大音楽祭」の日に「メイジャーランド」へと侵攻して伝説の楽譜を強奪することに成功するが、伝説の楽譜に宿していた楽譜の「音符」はアフロディテによって人間界へと逃される。
放たれた伝説の楽譜の音符を回収するために人間界へと侵攻し、音符の捜索および強奪を主な任務にしているほか、その目的を阻止してくるプリキュアの討伐も兼務している。しかし、真の目的は、嘆き悲しむ人々から発生する不幸のエネルギーをノイズに送りこんで復活させることである。
ノイズ以外は全員、「悪のノイズ」で操られたメイジャーランドの住人たちであり、ノイズの影響を受けている者は音楽を憎悪するようになり、音楽を聞かされると苦しむほか、音符がとりついているものを怪物「ネガトーン」に変える能力をもつ。

#### 黒幕
ノイズ
声 - 中尾隆聖
マイナーランドを裏から操る黒幕。「巨大な闇」または「究極の悪」とも称されている。一人称は「わたし」。
その正体は、宇宙すべての悲しみから生まれた「悲しみの結晶」であり、人々の悲しみから永久に誕生する不滅の存在でもある。
非常に冷酷かつ非情な暴君として振る舞い、目的のためなら部下を平然と使い捨てるが、自身の内面に振れられると憤慨して感情的になる一面をもつ。
悲しみから生まれたことを悲観し、自身の声や姿を醜いと感じているため、美しい声や音楽を「耳障り」「忌わしい」と嫌悪する。また、すべての音を消滅させて「静寂な世界」を創ることを目的とし、最終的には自身も消えることを望んでいる。
その昔に「メイジャーランド」に侵攻し、対決の末にクレッシェンドトーンを「魔響の森」に封印するが、隙を狙った音吉によって石盤に封印されるが、残っていた力で石盤のまま逃亡し、そのあとはメフィストを洗脳して「マイナーランド」を創らせた経緯をもつ。
封印されている間も密かに部下を暗躍させており、魔響の森にゴーレムを遣わしていたり、直属の配下であるハウリング一派にはメイジャーランド全ての音の奪取を命じていた。
第37話にて、不完全ながらも封印から解放され、小鳥のフリをしてアコに接近し、隙をみては「フェアリートーン」の音符を奪い、さらには音吉を始末しようとしたが、自身の正体をアコたちに知られたためにマイナーランドへと帰還する。
第44話にて、完成した「不幸のメロディ」をファルセットが歌唱したことで完全復活を果たし、プリキュア以外の人々を石化させて人間界を静寂に染め、次にメイジャーランドへと侵攻する。
第45話にて、プリキュアたちとの激闘の末に「プリキュア・パッショナートハーモニー」を受けて負傷するが、音吉とクレッシェンドトーンを石版に封印して一時的に退散する。続く第46話では、トリオ・ザ・マイナーを吸収して最終形態へと進化し、プリキュアたちを圧倒すると同時に、メイジャーランドを静寂の世界に変える。続く第47話では、自身の生い立ちに同情したプリキュアたちに怒り狂って激闘を繰り広げるが、クレッシェンド化したプリキュアたちの浄化技である「プリキュア・スイートセッション・アンサンブル・クレッシェンド」を受けて完全に敗北し、浄化される直前にキュアメロディから手を差し伸べられたことで初めて笑顔を見せ、静かに消滅する。
最終回では再度小鳥の姿で舞い戻り、響たちに暖かく受け入れられ、アコたちとともに平和な暮らしを送るようになった。
のちの『映画 プリキュアオールスターズ 春のカーニバル♪』では台詞無しのモブキャラクターとして登場し、『映画 プリキュアオールスターズ みんなで歌う♪奇跡の魔法!』ではソルシエールの魔法で生み出した幻として登場している。
不完全体
第37話で石版から脱出した当初の姿。この形態をアコは「ピーちゃん」と名づけている。
小鳥のような外見で、黄緑色と茶色を基調とした羽毛が特徴。鋭い爪のついた足と細い翼をもつ。
この状態では言葉が話せず、不気味な鳴き声を発するのみだが、ファルセットには意味が通じている。また、プリキュアの合体技を跳ね返したり、一般人を洗脳して操ることが可能。
最終回で舞い戻った際は身体の色の大半が白色の姿になっている。
完全体
かつて音吉やクレッシェンドトーンと対決したときの姿であり、ノイズの本来の姿でもある。漆黒の鳥と竜が合わさった巨大な体をしている。
第44話でファルセットが歌唱した「不幸のメロディ」と「伝説の楽譜」の全ての音符の力で完全復活し、言葉を話すようになっている。
ネガトーンによって生まれた不幸のエネルギーを大量に吸収した影響で、以前よりも力を増している。胸部を開いて生物を吸収することが可能で、その力で身体の再生・進化を行うほか、強力な音波で人々を石化させる能力をもつ。
最終形態
第46話でトリオ・ザ・マイナーを吸収して進化した姿。鳥と人間を合わせたような外見をしており、口調や性格もやや冷静になる。
大きさはプリキュアたちより一回り大きい程度に縮小するが、戦闘力は格段に上昇し、プリキュア4人を一撃で変身解除に追い込んでいる。
両腕から光弾を放つほか、両肩に装備した鳥の頭蓋型の武器を射出して、強力な光線を放つなどの攻撃方法を持つ。また、完全体と同様の吸収能力も備える。

#### 上層部
メフィスト
声 - 堀内賢雄
マイナーランドの王として君臨する中年男性。桃色の長髪とヒゲが特徴で、目の隈がある。一人称は「オレ」。
赤色のマントを身にまとい、黒、紫、黄を基調とした服を着用し、両肩には鳥の骨型のパッドを装着している。額にはヘ音記号を模した飾りをつけている。
表向きは口調や性格が滑稽な人物として振る舞っているが、人間の愛情、友情、信じるこころを否定したり、場合によっては部下を平然と切り捨てるなど、冷酷かつ凶暴な本性をもつ。
大音楽祭の日にメイジャーランドを襲撃し、「伝説の楽譜」を奪おうとするが、アフロディテによって音符が人間界にばら撒かれたため、配下に回収を命じる。そのあとは、本国から水面や鏡を通して配下に命令などをしている。
元々はメイジャーランドの国王にして、アコの父でありアフロディテの夫であったが、ノイズに奪われた「ヒーリングチェスト」を取り戻すために「魔響の森」へ挑む際、ノイズの手下であるゴーレムに「悪のノイズ」を受けたことで洗脳される。その後、メイジャーランドのセイレーンと三銃士を洗脳し、「マイナーランド」を建国した経緯をもつ。また、洗脳される以前の記憶はほぼ封印され、「魔響の森」のことを覚えている以外の記憶が抜けており、ノイズに与えられた野望も自身の願望と思い込まされている。
第35話にて、キュアミューズの正体が娘のアコだと知るが、強制的に洗脳が進んだことでネガトーンと化し、続く第36話ではキュアミューズの思いが届いたことで「悪のノイズ」から解放され、元の優しい人格と記憶を取り戻す。そして、一人称が「わたし」に、服装がメイジャーランドの王の物にそれぞれ戻る。しかし国王に復帰しても響や奏は呼び捨てで呼んでいる。
メイジャーランドの王として復位したあとは、アコを溺愛する子煩悩ぶりを見せながらも、ノイズの脅威から国を守る決意をする。また、アフロディテに「操られる前より国王らしくなった」と評されている。
元の姿でも「聖なる雷」と称する光線を放つことが可能で、最終形態のバスドラとバリトンと渡り合える力をもつ。
復帰後は、三銃士を「トリオ・ザ・マイナー」として悪の道に引き込んだことへの罪悪感を抱き、第43話ではバスドラとバリトンの悪の力を抜き取って「聖なる力」で滅させるが、この影響で眠りにつき、第46話ではノイズによって石化される。
最終回ではハミィが「幸福のメロディ」を歌唱したことにより、意識を取り戻す。そして、響たちにあらためて謝罪し、2度とアコを悲しませないと誓い、加音町に帰る響たちにアコを任せるとともに見送った。
最終形態
第34話から第36話での形態。ネガトーンと化した姿。巨大かつ筋肉質な姿になって、髪やヒゲが逆立ち、目つきが悪くなる。両肩のパッドは黒く染まっている。
「プリキュア・パッショナートハーモニー」すら効かなくなるほどの強さをもつ。また、拳で「ビートバリア」を破壊するほどの強力で、手からは破壊光弾を連射し、両手を組んで振り下ろすと破壊光斬にもなる。背中から双頭の骨の竜が飛びだした強化態となると、両口から強力な破壊光線を発射する。

セイレーン
声 - 豊口めぐみ
マイナーランドの歌姫であり、「トリオ・ザ・マイナー」の上司を務めている少女。一人称は「わたし」。
黄色の瞳をしたスレンダーな黒猫の姿をしており、首周りには銀色の毛を生やし、額や肉球にはハート型のマークがある。
基本的に身勝手かつ傲慢な人物として振る舞い、部下にあたるトリオ・ザ・マイナーの意見を「やかましいわ！」の一言で封殺したり、主君にあたるメフィストの命令を無視して独自行動をすることも多々ある。そのため、トリオ・ザ・マイナーからは内心嫌われており、特にバスドラとは不仲な関係にある。
元々はメイジャーランドの妖精で、毎年のように「幸福のメロディ」の歌唱役に選ばれる歌姫であったが、ハミィが歌唱役に選ばれたことで彼女を憎悪するようになり、遂には世界の幸福までもが妬ましくなった挙句、そこをメフィストに唆されて「マイナーランド」に引き込まれた経緯をもつ。しかし、ハミィとは幼少期からの親友であるため、メフィストの配下になったあともハミィに対して冷徹に振る舞いつつ、完全な悪になりきれない節もある。
音符収集のリーダーに任命されており、「ネガトーン」を召喚する権限を持つ。また、さまざまな人間(掃除のおばちゃんや響、北条サクラなど)やハミィに変身することができるが、ネックレスのペンダントや素の自分は隠せないため、正体を見破られることもある。なお、声には「音符」を操る力が宿っている。
王子に惚れたことでリーダー役を降ろされ、さらにはハミィとの交流でかつての心を取り戻しかけたが、メフィストに再度「悪のノイズ」を受け、「プリキュアを倒す」という悪の心を植え付けられ、第14話から再度リーダー役に復帰する。
第20話・第21話では「不幸のメロディ」を歌唱しようとするが、裏切られてもなお自分を親友と見てくれるハミィに戸惑い、ついには改心することになり、ハミィを守るため無意識のうちに「キュアビート」へと覚醒し、マイナーランドから完全に離脱した。
プリキュア覚醒後の詳細は黒川エレンを参照。
エレン
セイレーンの人間に変身した姿と名。暗い紫色のロングヘアをした少女の姿で、S字の金色の髪飾りをつけている。
白色の上着に黒色のベストを着用し、黒色のスカートおよびニーソックスとショートブーツを履いている。

#### トリオ・ザ・マイナー
バスドラ、バリトン、ファルセットからなるコーラス隊。紫色のマントを纏っている。元々はメイジャーランドを守る三銃士だったが、洗脳されたメフィストによって悪の心を植え付けられ、マイナーランドへと寝返った経歴を持つ。3人は鳥に捕食される両生類をイメージしてデザインされている
基本的に仲がいいために3人そろって行動し、声をあわせて歌ったりする。上司であるセイレーンには忠実だったが、内心では互いにその存在を疎ましく感じている。また、歌声には人々を悲しませる力があり、普段はネガトーンに戦闘を任せて指揮をしているが、3人で行う合体技「トリプル・マイナー・ボンバー」を持っており、戦闘自体を行うこともできる。
第22話以降はセイレーンが離脱したことを受け、だれか1人が代わりにリーダーを務めるようになるが、次第にリーダー役を決めることをやめて入れ替わりで担当するようになる。一応、任務の音符探しは行うが、3人とも雑念や煩悩に囚われやすく、任務を放棄することも多い。
第26話以降は失敗続きに煮やしたメフィストによって「悪のノイズ」を放つヘッドフォンを装着され、姿や力などが強制的に強化される。また、骨で構成された3人乗りの乗り物が登場する。
第36話以降はメフィストが離脱したことを受け、ファルセットの真の目的であるノイズの復活へとより表面的に動きだす。事情を知らなかったバスドラとバリトンはファルセットによってノイズの力を与えられ、強制的に怪物のような姿へと強化される。
第46話ではノイズに吸収されるが、最終回ではノイズが浄化されたことにより石化状態となって残され、さらにハミィが「幸福のメロディ」を歌うことにより石化が解かれて生還する。そして、元のメイジャーランドの三銃士の姿に戻り、最後はプリキュアたちに感謝して別れを告げてメイジャーランドに残った。
テレビシリーズの後日談にあたる『小説 スイートプリキュア♪』では3人とも人間界に移住しており、「加音町」にある楽器屋の店員として働いている。また、エレンのバックコーラスとしても活動しており、彼女とともにCDデビューをめざして奮闘している。人間界で住んでいる際には、髪型や服装を一般のものにしている。
バスドラ
声 - 斧アツシ
トリオ・ザ・マイナーの低音域を担当している恰幅のいい中年男性。分厚い唇と緑色の大きな二股の顎髭と髪が特徴。一人称は「オレさま」。
非常に傲慢な人物として振る舞い、上司にあたるセイレーンへの反抗心は非常に強く、彼女を出し抜くために悪事を働かせて独断で行動をする大胆さを持つが、自惚れることが災いして敗北することが多い。また、自分のヒゲにこだわりを持ち、ヒゲが乱れた際には激しく動揺することがある。
元々、理由をつけては自分がリーダーになろうとする傾向があったがセイレーンの離脱と同時に彼女の代理としてリーダーに昇進して以降はリーダーの座への執着心が人一倍強くなり、自分がリーダーでない時ですら口出しをして指揮権を奪うことも多々ある。そのため、バリトンに陰口されてはケンカの原因となる一方で、温情的かつ仲間想いな一面もある。
ファルセットの変貌後は彼の横暴な態度や指揮に不満をもつようになる。第42話では、ファルセットの横暴な態度に我慢の限界を超え、さらには「キュアモジューレ」に触れたことで悪の心が抜けるも、ノイズによって再度洗脳されるが、続く第43話ではメフィストによって悪の心が完全に抜かれ、本来の姿と優しい心を取り戻して改心する。
第46話では、ノイズに吸収されそうになったプリキュアを助けるが、結果的にノイズによって吸収される。 しかし、プリキュアたちの奮闘により最終話にて復活を果たした。
強化形態
第26話から第36話での形態。悪のノイズでパワーアップした姿。
髭やヒゲが逆立ち、体型が筋肉質になり、骨のような肩の装飾と顔のヘ音記号のマークが両側に付いている。
最終形態
第36話から第43話での形態。ノイズの力で化け物と化した姿。
緑色の肌を強調したカエルような異形の姿。両手足に鋭い爪を、腰に白く短い尻尾をそれぞれもち、両肩には怪鳥の頭蓋のようなものが装備され、巨大な体となっている。しかし、バスドラ本人はこの形態を気に入っていない。
戦闘能力が大幅に上昇しており、「ビートバリア」を一撃で破壊できるほどのパワーをもつ。

バリトン
声 - 大林洋平
トリオ・ザ・マイナーの中音域を担当している美青年。水色の瞳と長髪が特徴。一人称は「わたし」で、少々気取った口調で話す。
自分の美貌に自信を持ち、日焼けによるシミの対策をする際には美容を気にすることがある。また、バスドラほどではないものの、内心では野心を抱いており、時にはリーダーの座を狙う大胆な行動に出る。そのため、バスドラと張り合っては彼に手柄を奪われたこともある一方で、自身も自己中心的な一面もある。
ファルセットの変貌後は彼の横暴な態度や指揮に不満をもつようになる。第42話では、ファルセットの横暴な態度に我慢の限界を超え、さらには「キュアモジューレ」に触れたことで悪の心が抜けるも、ノイズによって再度洗脳されるが、続く第43話ではメフィストによって悪の心が完全に抜かれ、本来の姿と優しい心を取り戻して改心する。
第46話では、ノイズに吸収されそうになったプリキュアを助けるが、結果的にノイズによって吸収される。 しかし、プリキュアたちの奮闘により最終話にて復活を果たした。
強化形態
第26話から第36話での形態。悪のノイズでパワーアップした姿。
体型に大きな変化はないが、服装は大きく変わり、丈の長い腰巻きのようなものをつけ、骨のような肩の装飾と顔のヘ音記号のマークが右側に付くようになり、念力などの超能力が使えるようになった。
最終形態
第36話から第43話での形態。ノイズの力で化け物と化した姿。
水色の肌を強調した半魚人のような異形の姿。両手足に鋭い爪を、腰に白く短い尻尾をそれぞれもち、身長は2倍ほど高くなっている。しかし、バリトン本人はこの形態を嘆いている。
戦闘能力が大幅に向上しており、その巨体とは裏腹に俊敏なスピードをもつ。

ファルセット
声 - 奈良徹
トリオ・ザ・マイナーの高音域を担当している男性。桃色の瞳と髪が特徴で、目の隈がある。一人称は「ボク」で、丁寧な口調で話す。
基本的に控えめな人物として振る舞い、仲間の傲慢さに対して呆れる表情を見せる一方で、楽しいことにはしゃぐというお調子者な一面もある。また、ケンカしている仲間の仲裁に入ることが多く、リーダー争いに交わることも少ないため、機会があってもリーダーの座を横取りされている。
自分の頭にセイレーンが乗ることが多く、彼女が憤慨している際には髪をよくむしられている。
普段は歌の音程を外しているが、実際には優れた歌唱力の持ち主であり、自分の高音域の声に誇りを持ち、自分の声を否定された際には露骨に嫌悪感を示すほどである。また、低音域の声を不快に感じ、もしもリーダーになった暁には同僚に低音域を禁止させるほどだが、バスドラによる低音域の歌唱を認める発言もある。
第36話では、メフィストの離脱と同時に凶悪な姿に変貌し、自身がノイズの内通者であることを明かす。そして、メフィストに「用済み」という意思を通告し、プリキュアたちに本来の目的がノイズの復活であることを宣言する。その後、2度にわたって「不幸のメロディ」を歌唱し、ノイズの完全復活に貢献する。
変貌後は一人称が「オレ」に変わり、トリオ・ザ・マイナーの新リーダーとして君臨し、同僚に自分を「さま」づけで呼ぶよう強要するなど、態度や言動が高圧的になる。その態度から嫌われていたが、ノイズの命令に忠実に従うところは評価されている。
ノイズには強い忠誠を誓っており、ノイズのための犠牲を当然と思っている。また、卑劣な手段も辞さない一方で、マヌケな一面もみせている。
第45話ではメイジャーランドへ向かうノイズに同行し、続く第46話ではプリキュアたちの猛攻で負傷したノイズを必要以上に気遣う行為をノイズに煩わしく思われたことで、結果的にノイズによって吸収される。しかし、最終話ではプリキュアたちの奮闘によりノイズの洗脳から解放され、元の人格と優しい口調に戻り、これまでの行為に対する謝罪を行った。
強化形態
第26話から第36話での形態。悪のノイズでパワーアップした姿。
体型に大きな変化はないが、服装は大きく変わり、骨のような肩の装飾と顔のヘ音記号のマークが左側に付くようになり、手からピンク色の鞭状のエネルギーを出し、相手を拘束する能力を披露するようになった。
最終形態
第36話から第46話での形態。ノイズの力で更にパワーアップした姿。
体格は後ろ髪が伸びた以外に変化はないが、顔に奇妙な半仮面を着用している。コスチュームも体各部に巻きついた黒い骨状のパーツと、羽毛状のマントをつけた服装へと変化する。
戦闘能力が格段に上がっており、突風を起こしたり、複数にわかれるムチを駆使して攻撃する。また、プリキュアの必殺技を受け付けないほどの防御力をもつ。

#### その他
ゴーレム
声 - 乃村健次
第29話に登場。ノイズに仕えている直属の配下。モアイのような姿であり、普段は複数いるが、合体すると巨大になる。
「魔響の森」に配属されており、「クレッシェンドトーン」を取り戻しに来たメイジャーランドの勇者たちを妨害している。また、メフィストに「悪のノイズ」をつけた張本人でもある。
プリキュアの力、特性、弱点などを読み取る能力を持っており、口からエネルギー弾を放つこともできる。
プリキュアの弱点は仲間を信じることと察し、力の秘密も「ハーモニーパワー」と見越し、プリキュアたちに「1人ではなんの力もない」と言いはなつ。また、ハミィとフェアリートーンを人質にすることも辞さず、ハミィたちを「くだらない生命」と見下している。
最終的にはプリキュアたちの逆鱗に触れ、プリキュアたちのハーモニーパワーに倒されるが、「これは終わりではない、始まりだ」と言い残して消滅した。

#### 怪物
ネガトーン
声 - 大林洋平
マイナーランドのメンバーが使役する怪物。「いでよ! ネガトーン！」という呼びかけとともに、幹部が放った音波によって「伝説の楽譜」の「音符」が悪に染まり、音符の付近にあるものにとりつく形で誕生する。
その場にいる最高指揮者が召喚する。雄叫びは基本的に「ネガトーン！」または「ネガ」だが、言葉を発する場合もある。
憑依対象に骸骨を組み合わせたような姿が多く、額にはハートマークが上下逆についている。特殊な音波によって人々を悲しませる力を持つ。この音波によって悲しみに沈んだ人々からは不幸のエネルギーが放出され、それがノイズの復活に必要なエネルギー源となる。
音符が複数混ざるとより強力なネガトーンが生まれるが、音符同士が憎しみ合って調和を乱すと制御ができなくなることもある。ネガトーンの核となった音符はプリキュアに倒されることで眠りにつき、その状態の音符をハミィが浄化して、浄化とともに音符はフェアリートーンに回収される。
幹部がパワーアップした後は以前より強力になっており、骨の色が白から黒に変わっている。また、主人たちの声と交わるとさらに攻撃能力を上げることができる。

### 加音町の人々
プリキュアが戦闘中の目撃はしているが、ネガトーンの音波で深い悲しみによる前後不覚あるいは気絶状態になったり、終盤ではノイズに石の姿にされたため、目撃は少ない。また、響たちがプリキュアである事とハミィの存在も知っていない。

#### 北条家
北条 団（ほうじょう だん）
声 - 檀臣幸
響の父。アリア中音楽教師で、世界的に有名な天才音楽家。娘との仲は良く、寝坊したのを起こすためとはいえ勝手に部屋に入っても怒られなかったほど。
音楽用語（イタリア語）やドイツ語を交えて話す癖があり、響から注意されている。
笑顔を絶やさないマイペースな性格だが、音楽に対する姿勢は厳しく真摯そのもの。
演奏中の人間の心を敏感に感じ取ることができ、心から音楽を楽しんでいない演奏者に対して「音楽を奏でていない」と一蹴する。また、その問題点を言葉で伝えず自力で答えを導かせる教育方針であるため、相手に誤解を与えることもしばしば。
響に私立アリア学園中学校へ入学させた。
自ら「ボクの耳には、すばらしい音色しか入ってこない」と断言し、ネガトーンの音波攻撃にもある程度耐性があり、悲しみに沈むことは少ない。
北条 まりあ（ほうじょう まりあ）
声 - 雪野五月
響の母で、世界的ヴァイオリニスト。海外の演奏旅行で頻繁に家を空けており、テレビ電話で家族と連絡を取りあっている。
主にパリで活動しており、日常会話でフランス語を交えることがある。
家事は得意でなく、吹きこぼれた鍋を素手で触るなど、少々そそっかしいところがあり、飄々としている夫でさえも、オドオドすることがある。
自由奔放な性格で、よく響を振り回しているが、普段響に寂しい思いをさせていることを気にかけている。
夫と同じくネガトーンの音波にはある程度の耐性がある。

#### 南野家
南野 奏介（みなみの そうすけ）
声 - 大川透
奏と奏太の父。ケーキ店「Lucky Spoon」のオーナー兼パティシエ。
人の笑顔を見たいがためにケーキを作っており、新作の開発にも余念がない。
南野 美空（みなみの みそら）
声 - 今井由香
奏と奏太の母。「Lucky Spoon」で働いている。
ルックスは若々しく、奏介とは今でもラブラブだが、そのことで奏でからは呆れられている。原チャリを所持している。
南野 奏太（みなみの そうた）
声 - 小林由美子
奏の弟で、市立加音小学校3年生。9歳。
イタズラ好きな性格で、姉や響をよく困らせているな上、店の手伝いもよくサボるため奏をよく怒らせているが、姉のことは慕っており、響とも仲がいい。
アコとは1年の頃からの知り合いで、いつも1人でいる彼女を放っておけず積極的に話しかけたり、登下校に付き添うなど気にかけている。

#### 私立アリア学園中学校
王子 正宗（おうじ まさむね）
声 - 小田久史
3年生。学園のアイドル的存在で、奏の憧れの人。ブロンドの長めの髪と黄色の瞳をもつ。
学内の楽団「音楽王子隊」のリーダーで、ピアノを担当。
どんな時でも微笑みを絶やさない穏やかな人物で、困っている人がいると放っておけない性格。そのため、みんなからは慕われている。気取ることもせず、時には滑稽な姿をみせることもある。第24回加音町立サンドアート大会で優勝した過去がある。
北条家の人間と関わることが多く、響の父・団の元で指導を受けている。また、響の母・まりあは王子の憧れの存在で、まりあが授業参観に来た際には興奮していた。
一度、男子でありながら奏にキュアミューズの正体ではないかと勘違いされた。
作中に登場する際はいつも制服姿で私服姿の描写はなく、家族構成も不明。
西島 和音（にしじま わおん）
声 - 儀武ゆう子
響や奏の同級生で、青いショートヘアの少女。
響と同じくスポーツ好きで、様々な部活で助っ人をしているが、成績面は「響に悪い意味で負けない自信がある」とするほど芳しくない。
響の力になりたいと強く考えており、響の助けとなってくれるほか、響の指笛を聞いただけで駆けつけるときもある。
東山 聖歌（ひがしやま せいか）
声 - 西野陽子
3年生。ウェーブのかかったブロンドの髪をポニーテールにした、容姿端麗な外見の女生徒。
奏が所属するスイーツ部の部長だが、「堅苦しい」ため部長と呼ばれることを好まない。奏には「スイーツ姫」と呼ばれている。
スイーツ作りの腕前はプロ並みで、奏ともいい勝負。奏のことを気にかけ、よく助言している。
優しい性格をしており、部内でのいさかいも奏の仲介一つで解決する。
第41話では、巨大なケーキでバスドラ達を動けなくしている。

### 小説版のキャラクター
ヴァニッシュ
テレビシリーズの後日談にあたる『小説 スイートプリキュア♪』にて登場。響たちの前に突如として出現したプリキュアの新しい敵。
ノイズとは異なり、世界中の音の響だけを吸収して消し去る怪物。不気味に渦巻いている分厚い黒い雲のような姿をしており、低い音を唸りながら行動する。
ヴァニッシュによって音の響を消された空間の音は寂しいものになり、その影響で人間たちは互いに疑心暗鬼になりやすい体質に変化し、最終的には人間同士で争って滅ぼし合うようになる。それこそがヴァニッシュの真の目的である。
ヴァニッシュ本人が人間を消すことはないが、悲しみに満ちた人間に憑依することがあり、その憑依した人間の意志によっては人間たちを消し去ることが可能である。また、憑依した人間を操る目的で、憑依した人間の精神に語りかけることもある。
かつては「メイジャーランド」でも猛威をふるい、国中を危機的な状況にまで落としたが、その際は撃退された経緯をもつ。
人間たちを吸収する際には強力な風力で彼らを吸い上げることが可能であり、ハミィ、アフロディテ、メフィストが同時で歌う「幸福のメロディ」をも乾いた悲しい音に変えさせる能力をもち、音吉が奏でるパイプオルガンの音をも通用しない存在でもある。
物語序盤にて、突如として「加音町」に出現し、成長につれて変わっていく奏、エレン、アコを信じられなくなった響の身体に憑依する。そして、「奏を失いたくない」という響の意志のまま王子や聖歌を消し去り、加音町の人間たちを混乱させていく。
物語中盤にて、響が抱く悲しみを利用してエレンとアコにも乗り移り、アフロディテやメフィスト、音吉、響の両親までも吸収し、さらには加音町の人間たちを無差別に吸収していく。
物語終盤にて、ヴァニッシュに憑依されているのが自分自身であることを響に知られたことで彼女の身体から抜けだし、強大な悲しみの力で響たちを始末しよう襲いかかるも、ハミィやピーちゃんの助力によってプリキュアとして復活した響たちに逆転されることになり、最期はプリキュアたちの必殺技である「プリキュア・パッショナートハーモニー」を受けて完全消滅した。
最終形態
ヴァニッシュが響の身体から抜けだした形態。ドロドロとした真っ黒な物体のような姿が特徴。
この形態で発する不気味な声は響が「今まで聞いたことがない」と言わしめるほどの悲しみに満ちており、その声を聞いた人間には悲しみに満ちた乾いた音に聞こえる。
巨大になることが可能であり、回転しながらプリキュアたちを吸収する攻撃をしかけてくるほか、精神攻撃にも長けている。

## プリキュアの設定
本作品におけるプリキュアは、メイジャーランドの伝説として語られる、心にハート型のト音記号を持つ者が変身できる戦士として位置付けられている。
変身する前に敵の悪行に対する憤りを「絶対に許さない!」と叫ぶことが決め台詞のようになっている。
変身はキュアモジューレにパートナーのフェアリートーンを装着した後、「レッツプレイ! プリキュア・モジュレーション!」という掛け声で変身する。変身後、「届け、○人の組曲! スイートプリキュア!」と揃ってポーズを取る。
変身終了後の立ち位置は、向かって左から第1話からメロディ・リズムとなり、ビートは第24話からメロディの左側に、ミューズは第37話からメロディとリズムの前に立つ。
プリキュア達は「ハーモニーパワー」と呼ばれる仲間との心のシンクロによって力を発揮するという特殊な能力を持つ。メロディとリズムが変身する際にはこの「ハーモニーパワー」によるシンクロが必要で、息が合わないと変身することすらできなくなり、変身中であっても仲違いが起こり心が離れ離れになると変身が強制的に解除されてしまう。また、変身者の心が弱っていたりすると、全力を出せなくなる場合もある。なお、後に登場したビート、ミューズは単独変身が可能だが、24話からは基本的に3人または4人で同時に変身している。
敵であるマイナーランド陣営が人々の悲しみや不幸などを望んでいることもあり、戦闘に一般人が巻き込まれることが多々ある。また、戦闘が終了しても周囲への被害は基本的に修復されないが、ネガトーンの音波攻撃の効果は消える。一般人は戦闘と前後して発せられるネガトーンの音波によって、前後不覚になるほどに悲しみに沈んでいるか気絶している場合がほとんどで、戦闘の様子をしっかりと目撃できた者も少数のため、一般にプリキュアの存在が広く認知されている訳ではない。またプリキュアの正体が一般人に知られることは特に禁じられていないものの、響たち自身は全編を通して一般人に対し、自らがプリキュアであることを原則的に知られないように行動している。

### キュアメロディ
第1話で北条響が変身した姿。変身時の名乗りは「爪弾くは荒ぶる調べ! キュアメロディ!」。イメージカラーはピンク色。
髪色は茶色から淡いピンク色と著しく変化し、髪型もツーサイドアップのロングヘアーから縦にロールした長いツインテールに変わる。頭部にはマゼンタ色のリボンのついたカチューシャをつけている。瞳の色も変身前と比べてもかなり鮮やかで明るい青色に変化する。コスチュームの基本色はマゼンタ色で、本作品のプリキュアでは唯一腹部を露出したコスチュームになっているが、ハイウエストのスカートを着用しているため、へそは隠れている。袖はフリル状になっており、腰には向かって左側に薄いピンク色のリボンが付いている。アームカバーは手首周りを覆う程度の長さで、白いラインが入ったオーバーニーソックスに、編み上げの入ったショートブーツを履いている。また、イメージカラーと同色のハートのイヤリングをつけている。
必殺技
プリキュア・ミュージックロンド
ミラクルベルティエより放たれる必殺技。メロディが「翔けめぐれ、トーンのリング!」という掛け声で、円を描くようにしてミリーの色のエネルギーリングを形成し、左に一回転した後で腕を縦に振って飛ばし、敵をリングの中に入れてから、「三拍子! 1・2・3!」とミラクルベルティエを指揮棒のように振って、「フィナーレ!」の掛け声でエネルギーを爆発させて浄化する。その後、ハミィによって元に戻った音符が取り出され、フェアリートーンに回収される。
プリキュア・ミラクルハート・アルペジオ
ミラクルベルティエ・セパレーションから放たれる必殺技。メロディがハンドベルの要領で2本のベルティエを鳴らした後、「溢れるメロディの、ミラクルセッション!」という掛け声で、ハートを描くようにドリーとミリーの色の炎を飛ばし、敵を炎で囲む。後はミュージックロンドと同様の動作でエネルギーを爆発させ、敵を浄化する。

### キュアリズム
第1話で南野奏が変身した姿。変身時の名乗りは「爪弾くはたおやかな調べ! キュアリズム!」。イメージカラーは白色。
髪はオリーブ色のロングヘアーから淡いレモン色の長いポニーテールに変化し、頭部には白いリボンのついたカチューシャをつけている。瞳の色も変身前と比べてもかなり鮮やかで明るい緑色に変化する。コスチュームの基本色は白色で、薄いピンク色のラインが入っている。袖はパフスリーブになっており、腰には向かって右側にピンク色のリボンが付いている。アームカバーはメロディと同様。編み上げの白いロングブーツを履いている。また、薄いピンク色のハートのイヤリングをつけている。
戦闘ではメロディをサポートするような行動が見受けられる。また、必殺技を単独で放った後には徒歩でフレームアウトするという独特のフォロースルーがある。
必殺技
プリキュア・ミュージックロンド
ファンタスティックベルティエより放たれる必殺技。基本的な動作などはメロディのものと同じだが、エネルギーリングが黄色で、リングを飛ばすときに右回転した後、腕を横に振るなどの違いがあり、最後の「フィナーレ!」の掛け声の際のアクションがメロディに比べ、穏やかなものになっている。『プリキュアオールスターズDX3』ではテレビシリーズに先駆けて披露された。
プリキュア・ファンタスティック・ピアチェーレ
ファンタスティックベルティエ・セパレーションから放たれる必殺技。リズムがハンドベルの要領で2本のベルティエを鳴らした後、「弾けるリズムの、ファンタスティックセッション!」という掛け声で、ハートを描くようにレリーとファリーの色の炎を飛ばし、敵を炎で囲む。後はミュージックロンドと同様の動作でエネルギーを爆発させ、敵を浄化する。

### キュアビート
第21話で黒川エレン（セイレーン）が変身した姿。3人目のメンバーで4人目のプリキュア。変身時の名乗りは「爪弾くは魂の調べ! キュアビート!」。イメージカラーは青色。
髪は向かって右側を黄色のシュシュで結った暗い紫色のロングヘアーから、左側にセイレーンの鬣に似た羽毛と青いハートがついた髪飾りで束ねた淡い紫色の長いサイドポニーに変わり、その毛先はカールしている。髪の毛を撫でたり弾くとエレキギターのような音が出るような演出がされたことがある。瞳の色は金色で変身前とあまり変化が無い。初めて変身した第21話では胸にキュアモジューレが装着されていなかったが、続く第22話でハートのト音記号が覚醒してからは他のプリキュアと同様になった。コスチュームの基本色は青色で、袖はキュアリズム同様パフスリーブになっている。また、後ろ腰に細長い水色のリボンが付いておりその尻尾は他の3人と比べると大幅に長い。メロディやリズムと異なりアームカバーは手の甲を覆うデザインとなっておりリボンが付いていない。足首に白いリボンが巻かれた青いニーハイブーツを履いている。また、スカートのフリルはメンバーの中でも最多の6層となっている。また、イメージカラーと同色のハートのイヤリングをつけている。
通常技
ビートバリア
ラブギターロッドを弾いて正面に向けて大きな円状のバリアを張り、攻撃を防ぐ。
ビートソニック
ラブギターロッドを弾いて光の音符を複数出現させ、それを矢の形に変えて発射し、攻撃する。音符にプリキュアがつかまることで、高速移動することも可能。
必殺技
プリキュア・ハートフルビートロック
ソウルロッドより放たれる必殺技。基本的な動作やかけ声、エネルギーリングの形状サイズなどはミュージックロンドと同じだが、エネルギーリングが緑色であることと、発射時にロッドのトリガーを引く点が異なる。また、ソウルロッドのサイズの都合上、三拍子の取り方も片手で行うメロディ・リズムとは異なり、両手でソウルロッドを持って行う。メロディとリズムのミュージックロンドと同時に放つことが多い。

### キュアミューズ
調辺アコが変身した姿。3人目のプリキュアで4人目のメンバー。プリキュアシリーズ初の「小学生プリキュア」でもある。当初は正体を知られないように仮面で素顔を隠していたため2つの姿がある。ここでは便宜的に仮面を付けた姿を「黒ミューズ」と呼称する。共通の特徴は額の中央に赤いハートマークの飾りが装着されており、瞳の色が変身前のオレンジ色からマゼンタ色になることで、瞳の色については歴代のプリキュアの中でも変化が著しいのが特徴。名前の由来はギリシャ神話の芸術の九女神、ムーサイ（英語でミューズ）。
黒ミューズ
第11話で登場。イメージカラーは黒色。顔の上半分を覆う仮面と巨大なマントが特徴。全身は黒のパンツスタイルで、他のプリキュアのようにスカートは着ていない。この姿の時はシークレットブーツを履いて身長を偽装していたため、メロディ達と同程度の背丈になっている。
ネガトーンの行動リズムを読み切り、蹴り技主体のリズミカルな戦法を得意とする。戦闘能力は高いが、自らがネガトーンを浄化しようとする描写は無く、戦闘に参加する際はあくまでサポート役に徹していた。正体を隠すために無表情を装い、自ら言葉を発さずにドドリーに喋らせることによって気持ちを代弁させていた。
真の姿
第35話において、上記の仮面や全身を覆うスーツを取った姿で、これがキュアミューズとしての本来の姿である。変身時の名乗りは「爪弾くは女神の調べ! キュアミューズ!」。イメージカラーは黄色。オレンジ色の長髪が特徴。身長は仮面の状態とは異なり、本来のアコに近い程度になっており、髪の色も多少鮮やかになる程度で、他のプリキュアに比べて変化が少ない。
黒ミューズの時とは対照的に、他のプリキュアとの外見的共通点は増えたものの、スカートがバルーンスカート、袖が長袖であるなど、なおも他者とは細かい部位において異なる点がある。頭と腰の両側に黄色のリボンが付いており、キュアリズムと似たロングブーツを履いている。また、橙色のハートのイヤリングをつけている。他のプリキュアのような必殺技を発動させるための別アイテムが無く、技はモジューレにシリーを装着して発動させる。掛け声は全て「シの音符のシャイニングメロディ!」。
この姿が作中に登場するまで、本作品外の各所ではその存在、ないしは正体が秘匿されていた。本作品の単独映画の宣伝展開においてはテレビシリーズで真の姿が登場する前から「登場人物の一人」として紹介されたが、何者なのかについての言及は避けられ、コマーシャルでは「この子は誰？」というキャッチコピーが付記され、公式サイトでは「新しいプリキュア」として紹介されている。他、モジューレを隠す・パンフレットの表紙には映画に登場しない黒ミューズと共に描くなど、別人を思わせる演出を行っている。後述のゲーム「スイートプリキュア♪ メロディコレクション」でも隠し要素として一定の配慮が施されていた。
戦闘能力は仮面姿の時と同様に高く、虹色の鍵盤を足場にして空中で方向転換をするという芸当も見せているが、本来の体格になった事で他の3人に比べて身体能力が劣る弱点も現れている。
通常技
プリキュア・シャイニングサークル
シリーの力が宿ったモジューレの力で4人の幻影を生み出し、五芒星のようなサークルを描いて敵を拘束する。
必殺技
プリキュア・スパークリングシャワー
シリー（DS版ではドドリー）の力が宿ったモジューレの力で大量の音符型の泡を生み出し、それらをぶつけてネガトーンを包み込み、浄化する技。他のプリキュア同様の「三拍子! 1・2・3!」から「フィナーレ!」の掛け声が最後に入る。一つの巨大化した音符型の泡を投げつける攻撃が可能。

### 奇跡の変身
第47話で、フェアリートーン8体が合体して誕生したクレッシェンドトーンの力によって、更なる変身を遂げたプリキュア。4人それぞれのメインカラーが薄くなっているほか、肩や頭頂部のリボン状の部分が羽のような意匠に変わっている。背中には金色の翼のようなものが追加され、腰の周辺から尾羽根のようなものも見受けられる。なお、正式名称はテレビシリーズで明かされておらず、変身時の掛け声もない。登場自体も1話限りだった。以下の名称は東映アニメーション公式サイトの各話あらすじによるものである。朝日放送の公式サイトでは「きせきのへんしん」と記されている。
クレッシェンドメロディ
映画に登場した「クレッシェンドキュアメロディ」と同様だが、リストバンドの色がピンクになっている。
クレッシェンドリズム、クレッシェンドビート、クレッシェンドミューズ
外見上の変更点はクレッシェンドキュアメロディと同様。

### 合体技
プリキュア・パッショナートハーモニー
フェアリートーンの力を必要としない、プリキュア単独の必殺技。互いの手を繋ぎ、同時に金色の閃光波を発射してネガトーンを浄化する。息が合わないと予備動作を取ってもエネルギーが出なくなる。大抵はメロディとリズムの2人が使用するが、ビートを含めた3人、さらにミューズを含めた4人で放たれることもあり、この場合は予備動作などが大きく異なる。
プリキュア・スイートハーモニーキック
複数のプリキュアが息を合わせて放つ、高空からの飛び蹴り。
キュアメロディ、キュアリズム
プリキュア・ハーモニーショット
メロディとリズムが互いに息を合わせて手を繋ぎ、蝶状の閃光弾を放出して直撃をする。
プリキュア・ミュージックロンド・スーパーカルテット
ミラクルベルティエ・クロスロッドとファンタスティックベルティエ・クロスロッドから放たれる合体必殺技。「駆け巡れ、トーンのリング!」という掛け声と共にクロスロッドを振った後、お互いの手を繋ぎ「プリキュア! ミュージックロンド! スーパーカルテット!」と叫ぶと空色、薄橙色、桃色、桜色、レモン色の5本のエネルギーリングが出現し、ハート形の光と共に螺旋の光波を描きながらネガトーンを直撃、「せーの、フィナーレ!」の掛け声を合図に命中したエネルギーリングが爆発しネガトーンを浄化する。
キュアメロディ、キュアリズム、キュアビート
プリキュア・スイートセッション・アンサンブル
3人で放たれた合体必殺技。「出でよ、全ての音の源よ!」という掛け声でフェアリートーン達の力を注ぎ、クレッシェンドトーンを召喚し、「届けましょう、希望のシンフォニー!」という掛け声で3人が両腕をクロスしたままクレッシェンドトーンの金色の光の炎と一体化して飛行・突撃する。技が命中した後、「フィナーレ!」という掛け声とともに爆発を起こし、ネガトーンを浄化する。
骨の部分を粉砕して浄化するなど、従来の技より強力なエネルギーを持つ。
キュアメロディ、キュアリズム、キュアビート、キュアミューズ
プリキュア・スイートセッション・アンサンブル・クレッシェンド
スイートセッション・アンサンブルにキュアミューズとドドリーが加わった合体技。基本的な動作や掛け声は同じ。
プリキュア・スイートセッション・アンサンブル・クレッシェンド・フィナーレ
奇跡の変身で強化したプリキュア4人とフェアリートーン8体が合体して誕生したクレッシェンドトーンによる合体技にして最終奥義。基本的な動作や掛け声はプリキュア・スイートセッション・アンサンブル・クレッシェンドに準じている。
プリキュアシリーズの正式な技としては最も長い名称を持つ。

### 関連アイテム
各プリキュアが、変身や攻撃などに使用するアイテム。
キュアモジューレ
プリキュアへの変身に使用するブローチ型のアイテム。ドリー、レリー、ラリー、ドドリーの色に分けられた4つの宝石が埋め込まれている。響、奏、エレン、アコがそれぞれパートナーのフェアリートーンを装着することで、プリキュアに変身することができる。本作品では妖精から授かるのではなく、人の心にあるト音記号の印に隠されているため、強い思いにより共鳴することで出現する。変身後は衣装の胸元に装備される。フェアリートーンを装着した状態で、オカリナのように吹くことも可能で、変身時に押すスイッチが吹き口になる。装着するフェアリートーンによって吹いた時の効果は異なる。更にキュアミューズは「おいで、シリー!」と呼びかけ、キュアモジューレにフェアリートーンのシリーをセットして技を発揮する武器としても使う。
このモジューレのト音記号こそが、「伝説の楽譜」に記されるト音記号そのものであり、楽譜完成の鍵でもあることが物語終盤にて判明しており、43話でト音記号がファルセットに奪われた際には一時的に能力を失ったが、響達の強い思いによって生まれた新たなト音記号によって復活した。
バンダイガールズトイ事業部の商品化では「キュアモジューレキャリー」という収納アイテムもある。作中では響・奏・エレンがスクールバッグに提げているのが確認できる。
ベルティエ
プリキュアの強い思いに反応して覚醒する武器。映画『プリキュアオールスターズDX3』でテレビシリーズに先駆けて登場した。フェアリートーンを1体または2体装着することで、2種類の必殺技を繰り出せるが、メロディとリズムは12話でミューズに教えられるまで、フェアリートーンを2体装着できることを知らなかった。必殺技以外にもエネルギーを放出して敵を吹き飛ばすといった攻撃も可能。ただし、召喚するには両腕を左右に広げる必要があるため、両腕を拘束されていると取り出せない。
ミラクルベルティエ
第6話から登場したキュアメロディが必殺技を使用するための専用武器。ピンク色のスティック型の形状で、ハンドベルをイメージしている。上下2箇所で指を鳴らして「奏でましょう、奇跡のメロディ!」という掛け声で取り出し、「おいで、ミリー!」と呼びかけて先端にミリーを装着する。更にその状態で「おいで、ドリー!」と呼びかけ、反対側の先端にドリーを装着すると、中心から2本に分割され、ミラクルベルティエ・セパレーションとなる。
ファンタスティックベルティエ
第9話から登場したキュアリズムが必殺技を使用するための専用武器。ハート状の輪の装飾がついた白いスティック型の形状で、鈴をイメージしている。左右2箇所で両手を打ち「刻みましょう、大いなるリズム!」という掛け声で取り出し、「おいで、ファリー!」と呼びかけて先端にファリーを装着する。更にその状態で「おいで、レリー!」と呼びかけ、反対側の先端にレリーを装着すると、中心から2本に分割され、ファンタスティックベルティエ・セパレーションとなる。
同話で自身にベルティエが出ず、キュアメロディの足を引っ張っているとやきもきしていたが、メロディの言葉と彼女を守りたいという思いが通じてベルティエが現れた。
クロスロッド
16話から登場。「2つのトーンを1つの力に!」という掛け声で「ミラクルベルティエ・セパレーション」と「ファンタスティックベルティエ・セパレーション」の片方を交換・連結させ、「ミラクルベルティエ・クロスロッド」、「ファンタスティックベルティエ・クロスロッド」となる。見た目は2つとも同じだが、持ち方はそれぞれ異なる。
ラブギターロッド
第22話から登場したキュアビートの専用武器。ギターをモチーフとしたアイテム。「弾き鳴らせ、愛の魂!」という掛け声で両手間に取り出す。ギター時の技を発動させる際は先端にラリーを装着する。
ソウルロッド
ラブギターロッドが変形したロッド型のアイテム。キュアビートが、「おいで、ソリー!」と呼びかけてラブギターロッドの先端にソリーを装着して、「チェンジ、ソウルロッド!」という掛け声とともにギターのボディ部分をトーンを装着するヘッド部分まで移動させる（同時に、ボディに収納された白い羽のパーツも展開する）ことで技の発動が可能になる。
ヒーリングチェスト
メイジャーランドの伝説の宝石箱型のアイテムで、かつてメイジャーランドに侵攻してきたノイズによって奪われ、「魔響の森」に封印されていた。蓋を開けた中の中央部の大きな宝石にクレッシェンドトーンが宿っており、その前には各フェアリートーンの色に分けられた鍵盤がある。癒しのメロディによって弱ったフェアリートーン達を回復させる能力があるほか、「プリキュア・スイートセッション・アンサンブル（・クレッシェンド）」を発動するための鍵ともなる。45話でクレッシェンドトーンがノイズに封印されたことで、力を失って石化してしまったが、48話でクレッシェンドトーンと共に復活した。

## 作中用語
伝説の楽譜（でんせつのがくふ）
メイジャーランドの一年に一度の音楽会で、この楽譜に記された「幸福（しあわせ）のメロディ」を選ばれた歌姫が歌唱することで、世界中に幸せが訪れるといわれている。一方、この楽譜を改ざんすると、世界中を悲しみに包み込む「不幸のメロディ」となるため、マイナーランド陣営はこれを歌唱することでノイズを復活させようと企む。
1話で楽譜がマイナーランド陣営に奪われるが、この時に音符が全て抜け落ちて五線のみになってしまった。35話の時点でも前半部分しか完成していなかったが、ある程度の音符が揃っていれば未完成状態の不幸のメロディでも人々に大きな悲しみを与えることはできるようで、21話と37話ではその試みが為されている。41話で全ての音符が、43話でキュアモジューレに入っていたト音記号が揃い、不幸のメロディが完成した。44話では、復活したノイズに音符が全て吸収され、用済みとなった楽譜自体もネガトーンにされてしまったが、響達4人の強い気持ちから楽譜に新たなページとト音記号が生まれてキュアモジューレが復活、プリキュアの活躍で無事に元の姿に戻った。48話でノイズが浄化されると同時に、全ての音符が楽譜に戻り、ハミィの歌声によってようやく「幸福のメロディ」が完成する。
音符（おんぷ）
1話においてメイジャーランドとマイナーランドが「伝説の楽譜」の争奪戦を行った結果、楽譜の音符が全て抜け落ちて人間世界へと散らばってしまった。プリキュアとマイナーランドは人間界でこの音符を奪い合っている。色や形は様々であるが、厳密には音符ではないもの（休符、シャープ、フラットなど）も含まれる。また、それぞれに2つの目がついており、わずかながら表情が表現できるように描かれている。
音符は調べの館のパイプオルガンの音色に惹かれる性質があるため加音町に偏在している。音符は人間世界の様々な物体に付着して存在しているが、人間世界の住人には視認することができない。メイジャーランドやマイナーランドの住人は音符を視認し触れることができる。また、ハミィやセイレーン（エレン）は近くに音符があればそれを匂いで見つけることもできる。
普段は各フェアリートーンの色と同色だが、マイナーランドの幹部が放った音波を受けると色が臙脂色に変わり音符も凶暴化し、付着している物体を巻き込んで怪物「ネガトーン」が誕生する。
加音町（かのんちょう）
響たちが住んでいる町。人間界に散らばった「伝説の楽譜」の音符は加音町に集中して存在しており、プリキュアとマイナーランドとの音符争奪戦は必然的にこの街を中心に行われる。
1779年に楽器職人の調辺 音衛門（しらべ おとえもん）が住み着いて以降、楽器作りが盛んになり、音楽が住人にとって身近なものとなっている。町中は日々楽しい音色に溢れており、ハミィはこの町をすぐに気に入ったが、マイナーランドの住人はこの雰囲気を嫌っている。街中には路面電車や懸垂式モノレールが通っており、郊外には天文台などがある。
私立アリア学園中学校（しりつアリアがくえんちゅうがっこう）
響たちが通っている中学校。制服は男女とも水色のブレザーで、男子は同色のスラックス、女子は同色のフリルスカートとなっている。また、男子は赤いネクタイ、女子は同色のリボンをしている。
響の父・団もここに音楽教師として勤めており、下記の音楽王子隊を指導している。
音楽王子隊（おんがくおうじたい）
王子 正宗、博尺（はくしゃく、声 - 小池謙一）、馬論（ばろん、声 - 宮坂俊蔵）、無戸（ないと）、貴志（きし）の5人で構成される、学園で一番人気のある楽隊。
市立加音小学校（しりつかのんしょうがっこう）
アコと奏太が通っている小学校。
調べの館（しらべのやかた）
加音町にある、教会の廃墟のような施設。内部では音吉がパイプオルガンを製作しているほか、自由に使用できるグランドピアノが置いてあり、響と奏は時折ここで連弾の練習をする。また、住居のような建物も存在し、24話以降はエレンがここで寝泊りするようになった。
44話では周囲の地面ごと飛行艇のように浮上し、プリキュアやパイプオルガンを乗せてメイジャーランドに向かったが、ノイズの攻撃でパイプオルガンが破壊され墜落してしまう。
時計塔（とけいとう）
加音町の広場に建つ大きな時計塔で、時報として人形仕掛けの楽団が軽快なメロディを街中に奏でている。マイナーランドの幹部達は当初この時計塔の中にアジトを造って拠点としていたが、時報の楽しげな音楽には不快感を露にしていた。
Locky Spoon（ラッキースプーン）
加音町に存在する、奏の両親が経営するカップケーキショップ。
クロスオーバー作品では『NewStage3』のOPのみ店舗が登場。相変わらず響が店舗に忍び込んで、奏が作ったケーキを奪って逃げた。また次作『春のカーニバル♪』では、回想シーンに店舗内が登場している。
これより前、『NewStage』では横浜で出会った響と星空みゆき（キュアハッピー）が会話中、ハミィがキャンディにカップケーキをプレゼント、そして続く『NewStage2』では、四葉ありす（キュアロゼッタ）がプリキュア仲間を呼んでのお茶会の席上で、この店のカップケーキが置いてあった。
魔響の森（まきょうのもり）
メイジャーランドとマイナーランドとの境界の、異次元空間に位置する森。メイジャーランドの住人は決して近づくことがなく、その存在を恐れている。かつてノイズによって奪われたヒーリングチェストが封印されており、モアイに似たゴーレムがそれを取り戻そうとする者達を阻んできた。メフィストはここにヒーリングチェストを求めて訪れ、ノイズの力に操られてしまったが、29話でプリキュア達がゴーレムを倒したことで森そのものが消滅。
悪のノイズ（あくのノイズ）
対象に悪の心を植えつける音波で、主にヘッドフォンから対象者に流される。友情や愛情などといった感情を否定する効果があり、使用者の言葉を直接伝えることも出来る。元々悪の心を持った対象を更にパワーアップさせることも可能。ヘッドフォンはマイナーランドに大量に存在し、「魔響の森」のゴーレムもこのヘッドフォンを使用していた。

## スタッフ
シリーズディレクターは前作にて各話演出を手掛けていた境宗久が担当。境が、映画『ONE PIECE FILM STRONG WORLD』の終盤制作に取り掛かっていた頃、『ハートキャッチ』のシリーズディレクターである長峯達也に演出として急に声をかけられ、その流れでプロデューサーの梅澤から「来年、一年付き合え」というメモを貰い、参加が決まったという。またシリーズ構成には、それまで舞台や映画などで実績のあった大野敏哉が新たに起用された。
音楽は前作に引き続き高梨康治が担当しており、BGMの一部には女性コーラス（Remi、MIKI、高屋亜希那）が参加している。幸福のメロディ・不幸のメロディにボーカルを使用するのはプロデューサーたっての希望であり、また、高梨のアイデアで2つのメロディは「楽譜上の音符の音価の構成が同じ」という仕掛けになっている。
- 企画 - 西出将之（朝日放送）、三宅将典（ADK）、関弘美
- プロデューサー - 松下洋幸（朝日放送）、佐々木礼子（ADK）、梅澤淳稔
- 原作 - 東堂いづみ
- シリーズ構成 - 大野敏哉
- キャラクターデザイン - 高橋晃
- 美術デザイン - 増田竜太郎
- 色彩設計 - 佐久間ヨシ子
- 音楽 - 高梨康治
- 製作担当 - 額賀康彦
- シリーズディレクター - 境宗久
- 編集 - 麻生芳弘
- 録音 - 川崎公敬、林奈緒美
- 音響効果 - 石野貴久
- 選曲 - 水野さやか
- 記録 - 沢井尚子
- 録音スタジオ - タバック
- オンライン編集 - 東映デジタルラボ
- 音楽協力 - 東映アニメーション音楽出版
- 演技事務 - 小浜匠
- アシスタントプロデューサー - 長谷川昌也、神木優
- 宣伝 - 多田香奈子
- アニメーション制作 - 東映アニメーション
- 制作協力 - 東映
- 制作 - 朝日放送、ADK、東映アニメーション

## 主題歌
歌唱を手がけるのは前作『ハートキャッチプリキュア!』と同じく工藤真由と池田彩であるが、本作品ではOPとEDの担当が逆転した形となっている。
- 主題歌のシングルCDには前作に引き続き「インストゥルメンタルにカラオケメロを追加したバージョン」が収録されており、通常のインストゥルメンタルは前作同様「サウンドトラック」に収録されている。
- 特別仕様のオープニングは朝日放送・テレビ朝日系フルネット局と山陰放送での本放送のみ使用され、宮崎放送での遅れネットと独自ネットなどの再放送、レンタル・販売用媒体（DVD及びBlu-ray）では通常版が使用されている。

### オープニングテーマ
本作品では中盤よりOP曲が変更され、これに伴いキャラクターや映像も一部マイナーチェンジとなった。24話から映像の一部がキュアビートの加わったものに変更し、38話からはキュアミューズ（真の姿）とノイズ、最終形態のトリオ・ザ・マイナーが加わった映像に変更された。
37、46、最終話ではアバンタイトルなしで番組開始後即オープニングが流れた。
「ラ♪ラ♪ラ♪スイートプリキュア♪」（1話 - 23話）
作詞：六ツ見純代、作曲：marhy、編曲：久保田光太郎、歌：工藤真由（キュア・カルテット）
インストゥルメンタル版が挿入歌として使用された回がある。
「ラ♪ラ♪ラ♪スイートプリキュア♪〜∞UNLIMITED∞ ver.〜」（24話 - 48話）
作詞：六ツ見純代、作曲：marhy、編曲：久保田光太郎、歌：工藤真由（キュア・カルテット）

### エンディングテーマ
エンディングアニメーションでのプリキュア達の踊りの振り付けは、前2作に引き続き前田健が担当した。
「ワンダフル↑パワフル↑ミュージック!!」（1話 - 23話）
作詞：六ツ見純代、作曲：高取ヒデアキ、編曲：籠島裕昌、歌：池田彩
踊りを披露するのは、キュアメロディとキュアリズムの2人である。
『映画 プリキュアオールスターズ 春のカーニバル♪』では、挿入歌として使われ、同曲のPVシーン（響たちの回想シーン）にて、ダンスシーンや最終回後の様子を描いた映像が流れていた。なお踊りを披露したのはキュアメロディ・キュアリズムの他、キュアビートとキュアミューズを加えた4人となった。
「♯キボウレインボウ♯」（24話 - 48話）
作詞：六ツ見純代、作曲：山崎燿、編曲：Mine Chang、歌：池田彩
踊りを披露するのは、キュアメロディ、キュアリズム、キュアビート、ハミィ。途中からフェアリートーン（ドドリーを除く）と音符も踊る。また第38話からはキュアミューズが加わり、ハミィの位置が変わった。最終話では本編終了後CMを挟まず即エンディングが流れた。

## 各話リスト
- 以下断りのない限り、放送日は日曜の日付を示す。臨時枠移動により日曜以外に放送したものは曜日も併記、さらに通常の放送時間以外に放送された場合にはその旨注釈にて示す。
- 特番やスポーツ中継などによる放送の休止・内容・日時・時間変更は以下の通り。
  - 2011年3月13日…東日本大震災のANN報道特別番組放送・内容変更のため1週順延[注釈 45]。
  - 2011年6月19日…「第111回全米オープンゴルフ」3日目中継のため休止。
  - 2011年8月7日・14日・21日…制作局の朝日放送のみ、第93回全国高校野球選手権大会放送のため臨時枠移動[注釈 46]（下記の表を参照）。
  - 2011年8月14日…瀬戸内海放送のみ、「全国高等学校野球選手権香川大会県代表校出場試合」（8時 - 10時30分）放送のため、同日の15時55分 - 16時25分に7時間25分遅れで放送。
  - 2011年11月6日…「第43回全日本大学駅伝」中継のため休止。
  - 2012年1月1日…『新春!トリハダ&ココイコ スカイツリーから初日の出 お年玉&福袋映像 6時間生放送SP』放送のため休止。

| 話数 | サブタイトル                                      | 脚本     | 絵コンテ 演出     | 作画監督                                  | 美術監督      | 本放送日      | 本放送日                      |
| 話数 | サブタイトル                                      | 脚本     | 絵コンテ 演出     | 作画監督                                  | 美術監督      | 制作局        | 制作局を除く テレビ朝日系列局 |
| ---- | ------------------------------------------------- | -------- | ----------------- | ----------------------------------------- | ------------- | ------------- | ----------------------------- |
| 1    | ニャプニャプ〜! スイートプリキュア誕生ニャ♪       | 大野敏哉 | 境宗久            | 小島彰、山岡直子 山崎展義                 | 増田竜太郎    | 2011年 2月6日 | 2011年 2月6日                 |
| 2    | ガガ〜ン! 早くもプリキュア解散の危機ニャ!         | 大野敏哉 | 畑野森生          | 永瀬平五郎                                | 須和田真      | 2月13日       | 2月13日                       |
| 3    | ジャジャ〜ン! 響は音楽嫌いニャ?                   | 米村正二 | 岩井隆央          | ポール・アンニョヌエボ フランシス・カネダ | 斉藤優        | 2月20日       | 2月20日                       |
| 4    | モグモグ! 奏が見せる気合のレシピニャ♪             | 伊藤睦美 | 山口祐司 田中裕太 | 伊藤智子                                  | 佐藤千恵      | 2月27日       | 2月27日                       |
| 5    | ドタバタ! テレビレポーターに挑戦だニャ♪           | 木滝りま | 芝田浩樹          | 河野宏之                                  | 田中美紀      | 3月6日        | 3月6日                        |
| 6    | ガミガミ! お説教が生んだミラクルベルティエニャ♪   | 成田良美 | 小川孝治          | 高橋晃                                    | 戸杉奈津子    | 3月20日       | 3月20日                       |
| 7    | テッテケテ〜! 音吉さんの秘密に迫るニャ♪           | 大野敏哉 | 織本まき子        | なまためやすひろ                          | 渡部葉        | 3月27日       | 3月27日                       |
| 8    | チャララ〜ン! セイレーンのニセ親友大作戦ニャ!     | 米村正二 | 池田洋子          | 小島彰                                    | 須和田真      | 4月3日        | 4月3日                        |
| 9    | ハニャニャ? 奏に足りないものって何ニャ?           | 伊藤睦美 | 山口祐司 広嶋秀樹 | 山岡直子                                  | 斉藤優        | 4月10日       | 4月10日                       |
| 10   | ウッホッホー! 響先生、幼稚園で大奮闘ニャ♪         | 大野敏哉 | 畑野森生          | ポール・アンニョヌエボ フランシス・カネダ | 佐藤千恵      | 4月17日       | 4月17日                       |
| 11   | ギョギョギョ! 謎のプリキュア現るニャ!             | 成田良美 | 岩井隆央          | 河野宏之                                  | 田中美紀      | 4月24日       | 4月24日                       |
| 12   | リンリーン♪ キュアミューズのこと教えてニャ!       | 大野敏哉 | 田中裕太          | 高橋晃                                    | 戸杉奈津子    | 5月1日        | 5月1日                        |
| 13   | ムムム〜ン! セイレーンとハミィの秘密ニャ♪         | 米村正二 | 芝田浩樹          | 上野ケン                                  | 田中里緑      | 5月8日        | 5月8日                        |
| 14   | アワワワ〜! ミューズ対ミューズ、本物はどっちニャ? | 伊藤睦美 | 小川孝治          | 稲上晃                                    | 須和田真      | 5月15日       | 5月15日                       |
| 15   | メロメロ〜! 奏のラッキースプーンニャ♪             | 成田良美 | 山口祐司 広嶋秀樹 | 伊藤智子                                  | 斎藤優        | 5月22日       | 5月22日                       |
| 16   | ピンポーン! 交換ステイでベストフレンドニャ♪       | 大野敏哉 | 池田洋子          | 高橋晃                                    | 佐藤千恵      | 5月29日       | 5月29日                       |
| 17   | ウルルン! ママはいつでも子供の味方なのニャ♪       | 米村正二 | 織本まき子        | なまためやすひろ                          | 田中美紀      | 6月5日        | 6月5日                        |
| 18   | フワワ〜ン! 音符集めも楽じゃないニャ!             | 伊藤睦美 | 長峯達也 岩井隆央 | ポール・アンニョヌエボ フランシス・カネダ | 戸杉奈津子    | 6月12日       | 6月12日                       |
| 19   | グニャグニャ〜! プリキュアに変身できないニャ!     | 成田良美 | 山口祐司 広嶋秀樹 | 青山充                                    | 渡部葉        | 6月26日       | 6月26日                       |
| 20   | アアアア〜♪ セイレーン、最後の作戦ニャ!           | 大野敏哉 | 畑野森生          | 河野宏之                                  | 須和田真      | 7月3日        | 7月3日                        |
| 21   | ドックン! 奇跡のプリキュア誕生ニャ!!              | 大野敏哉 | 小川孝治          | 上野ケン                                  | 斎藤優        | 7月10日       | 7月10日                       |
| 22   | ララー♪ 魂の調べ、その名はキュアビートニャ!!      | 成田良美 | 芝田浩樹          | 山岡直子                                  | 佐藤千恵      | 7月17日       | 7月17日                       |
| 23   | ザザ〜ン! 涙は世界で一番ちいさな海ニャ!           | 米村正二 | 田中裕太          | 高橋晃                                    | 田中美紀      | 7月24日       | 7月24日                       |
| 24   | サンサン! お砂のハミィで友情の完成ニャ!           | 伊藤睦美 | 山口祐司 広嶋秀樹 | 青山充                                    | 渡部葉        | 7月31日       | 7月31日                       |
| 25   | ヒュ〜ドロ〜! エレンの弱点見〜つけたニャ!         | 小林雄次 | 門由利子          | なまためやすひろ                          | 戸杉奈津子    | 8月21日       | 8月7日                        |
| 26   | ピポパポ♪ フェアリートーンの大冒険ニャ♪           | 成田良美 | 黒田成美          | 稲上晃                                    | 須和田真      | 8月24日（水） | 8月14日                       |
| 27   | カチッカチッ! 30分で世界を救うニャ!               | 米村正二 | 織本まき子        | ポール・アンニョヌエボ フランシス・カネダ | 斎藤優        | 8月24日（水） | 8月21日                       |
| 28   | ドキドキ! エレン初めての学校生活ニャ!             | 伊藤睦美 | 池畠博史 岩井隆央 | 伊藤智子                                  | 田中美紀      | 8月28日       | 8月28日                       |
| 29   | ハラハラ! メイジャーランドで宝探しニャ♪           | 小林雄次 | 山口祐司 広嶋秀樹 | 河野宏之                                  | 佐藤千恵      | 9月4日        | 9月4日                        |
| 30   | ワオーン! ヒーリングチェストの不思議ニャ!         | 成田良美 | 田中裕太          | 上野ケン                                  | 戸杉奈津子    | 9月11日       | 9月11日                       |
| 31   | ワンツー! プリキュアキャンプでパワーアップニャ!   | 米村正二 | 山口祐司          | 青山充                                    | 斎藤優        | 9月18日       | 9月18日                       |
| 32   | オロオロ〜! ヒーリングチェストが盗まれたニャ!     | 伊藤睦美 | 池畠博史 広嶋秀樹 | 山岡直子                                  | 須和田真      | 9月25日       | 9月25日                       |
| 33   | ホワワ〜ン! みんなの夢はプリキュアの力ニャ!       | 小林雄次 | 黒田成美          | なまためやすひろ                          | 斎藤優        | 10月2日       | 10月2日                       |
| 34   | ズドド〜ン! メフィストがやって来ちゃったニャ!     | 成田良美 | 山口祐司 岩井隆央 | 小島彰                                    | 田中美紀      | 10月9日       | 10月9日                       |
| 35   | ジャキーン! 遂にミューズが仮面をとったニャ!       | 米村正二 | 織本まきこ 境宗久 | ポール・アンニョヌエボ フランシス・カネダ | 佐藤千恵      | 10月16日      | 10月16日                      |
| 36   | キラキラーン! 心に届け、ミューズの想いニャ!       | 大野敏哉 | 畑野森生          | 稲上晃                                    | 戸杉奈津子    | 10月23日      | 10月23日                      |
| 37   | ワクワク! ハロウィンでみんな変身ニャ!             | 伊藤睦美 | 土田豊            | 伊藤智子                                  | 西田渚 渡部葉 | 10月30日      | 10月30日                      |
| 38   | パチパチパチ♪ 不思議な出会いが新たな始まりニャ!   | 小林雄次 | 田中裕太          | 河野宏之                                  | 須和田真      | 11月13日      | 11月13日                      |
| 39   | フギャー! 音符がぜーんぶ消えちゃったニャ!         | 成田良美 | 門由利子          | 上野ケン                                  | 斉藤優        | 11月20日      | 11月20日                      |
| 40   | ルルル〜! 雨音は女神の調べニャ!                   | 米村正二 | 山口祐司 広嶋秀樹 | 山岡直子                                  | 田中美紀      | 11月27日      | 11月27日                      |
| 41   | ファファ〜♪ 最後の音符はぜったい渡さないニャ!     | 大野敏哉 | 黒田成美          | なまためやすひろ                          | 佐藤千恵      | 12月4日       | 12月4日                       |
| 42   | ピコンピコン! 狙われたキュアモジューレニャ!       | 小林雄次 | 地岡公俊 岩井隆央 | ポール・アンニョヌエボ フランシス・カネダ | 戸杉奈津子    | 12月11日      | 12月11日                      |
| 43   | シクシク……不幸のメロディが完成しちゃったニャ!     | 米村正二 | 畑野森生 広嶋秀樹 | 小島彰                                    | 西田渚 渡部葉 | 12月18日      | 12月18日                      |
| 44   | ドレラド〜♪ 聖なる夜に生まれた奇跡ニャ!           | 成田良美 | 山口祐司 三塚雅人 | 稲上晃                                    | 須和田真      | 12月25日      | 12月25日                      |
| 45   | ブォ〜ン♪ ノイズの好きにはさせないニャ!           | 小林雄次 | 土田豊            | 伊藤智子                                  | 斎藤優        | 2012年 1月8日 | 2012年 1月8日                 |
| 46   | ズゴーン! プリキュア最後の戦いニャ!               | 成田良美 | 地岡公俊 岩井隆央 | 上野ケン                                  | 田中美紀      | 1月15日       | 1月15日                       |
| 47   | ピカーン! みんなで奏でる希望の組曲ニャ!           | 大野敏哉 | 田中裕太          | 河野宏之                                  | 田中美紀      | 1月22日       | 1月22日                       |
| 48   | ラララ〜♪ 世界に響け、幸福のメロディニャ!         | 大野敏哉 | 境宗久            | 高橋晃                                    | 戸杉奈津子    | 1月29日       | 1月29日                       |

## 放送局

### 日本国内での放送
- 字幕放送・連動データ放送はANNフルネット局のみ実施。

一部アニメ雑誌において、まだ宮崎放送が遅れネットを実施していなかった時期に番組紹介のコーナーで本作品が「宮崎放送で日曜15:30に放送されている」といった趣旨の誤った記述がなされていた。また、前番組である『ハートキャッチプリキュア!』でも同様のミスがあった。『メガミマガジン』の項も参照。
| 放送局                                         | 放送期間                     | 放送曜日 時間      | 備考                                                       |
| ---------------------------------------------- | ---------------------------- | ------------------ | ---------------------------------------------------------- |
| 朝日放送（制作局）・テレビ朝日系列フルネット局 | 2011年2月6日 - 2012年1月29日 | 日曜 8:30 - 9:00   | 同時ネット                                                 |
| 山陰放送（TBS系列）                            | 2011年2月12日 - 2012年2月4日 | 土曜 11:15 - 11:45 | 遅れネット スポンサードネット                              |
| 宮崎放送（TBS系列）                            | 2011年7月19日 - 2012年7月3日 | 火曜 15:30 - 16:00 | 遅れネット 番組販売 オープニングとエンドカードは全て通常版 |

### 日本国外での放送
放送時間はいずれも現地時間。
香港
2014年7月9日から2015年1月6日まで無綫電視翡翠台にて、『光之美少女：美樂天使』のタイトルで毎週火曜・水曜17時20分 - 17時50分に放送。広東語 & 日本語二カ国語放送、繁体字字幕あり。
台湾
2013年9月20日から2014年8月9日まで東森幼幼台にて、『光之美少女：美樂天使』のタイトルで放送。放送時間は開始当初は毎週金曜・土曜17時 - 17時30分、2013年9月21日放送分より土曜のみの放送に移行。国語放送、繁体字字幕あり。

## 映画
映画 スイートプリキュア♪ とりもどせ! 心がつなぐ奇跡のメロディ♪
2011年10月29日公開。『スイートプリキュア♪』単独劇場版。放送開始前から、単独劇場版の制作決定と公開年月が公表されていた。キュアビートとキュアミューズが映画初登場だが、黒ミューズではないキュアミューズとその正体に関しては、映画公開まで詳細を伏せられていた。
同作品の公開に合わせ、本作品第36話 - 第40話のオープニング映像にて、同作品の本編映像が一部使用された。

### クロスオーバー映画
映画 プリキュアオールスターズDX3 未来にとどけ! 世界をつなぐ☆虹色の花
2011年3月19日公開。歴代プリキュアが共演する作品。本作品からはキュアメロディ、キュアリズムが登場し、『映画 ふたりはプリキュア Max Heart 2 雪空のともだち』の敵であるフリーズン、フローズンと対決した。また、小説版のみ和音と聖歌が脇役として登場。
同作品の公開に合わせ、本作品第5話 - 第8話のオープニング映像にて、同作品の本編映像が一部使用された。
プリキュアオールスターズDX 3Dシアター
ミニシアターなどの3D専用シアターの3D映画。上映時間約12分。本編開始前のハミィによる前説を除いてセリフはないが、キュアビートまでの歴代プリキュア22名が総出演し、ED同様モーションキャプチャーのフルCGアニメによるダンスを繰り広げる。2011年7月31日開催の『スイートプリキュア♪わくわくハーモニー』や、2011年8月5日より開催の『スイートプリキュア♪キラキラハーモニー』他、各種イベントなどで上映。2011年11月25日にDVD&Blu-ray「プリキュアオールスターズDX the DANCE LIVE♡ 〜ミラクルダンスステージへようこそ〜」が発売された。ただし、DVD、BDいずれも3Dではなく2Dでの収録となっている。これはDVD、BDを繰り返し観る子どもたちが体調を崩すことがないようにとの配慮である。
使用楽曲
- ラ♪ラ♪ラ♪スイートプリキュア♪
  - 歌 - 工藤真由

- プリキュアオールスターズDXメドレー for 3D theater
  - 歌 - 工藤真由、池田彩、五條真由美、うちやえゆか / コーラス - 林桃子&ヤング・フレッシュ

  1. プリキュアモードにSWITCH ON!
  2. プリキュア、奇跡デラックス
  3. ありがとうがいっぱい
  4. キラキラKawaii! プリキュア大集合♪ 〜いのちの花〜
  5. Come on! プリキュアオールスターズ

映画 プリキュアオールスターズNewStage みらいのともだち
2012年3月17日公開。『DX3』の2人とハミィに加え、キュアビート・キュアミューズ・フェアリートーン全員がクロスオーバー映画初登場。
映画 プリキュアオールスターズNewStage2 こころのともだち
2013年3月16日公開。キュアビートのみ声付きで登場。また、脇役として奏太がオープニング、和音・聖歌・スイーツ部員1名が物語前半に登場。
映画 プリキュアオールスターズNewStage3 永遠のともだち
2014年3月15日公開。キュアメロディのみ声付きで登場。脇役として奏太がオープニング、和音が物語前半、聖歌とスイーツ部員3名が『ふたりはプリキュア Splash Star』の日向咲（キュアブルーム）の夢の中で登場。なお、前半部のエレンとハミィの単独登場シーンが他のキャラクターよりも長い。
映画 プリキュアオールスターズ 春のカーニバル♪
2015年3月14日公開。キュアメロディのみ声付きで登場。また、 プリキュアの家族・アリア学園中学校の関連者・クレッシェンドトーン・伝説の楽譜の音符たち・メイジャーランド三銃士（トリオ・ザ・マイナー）・ピーちゃん（ノイズ）が脇役として登場。
映画 プリキュアオールスターズ みんなで歌う♪奇跡の魔法!
2016年3月19日公開。キュアメロディのみ声付きで登場。敵側ではノイズ、脇役として美空が登場。
映画 HUGっと!プリキュア♡ふたりはプリキュア オールスターズメモリーズ
2018年10月27日公開。本作品のプリキュア4人が声付きで登場。
映画 プリキュアオールスターズF
2023年9月15日公開。プリキュアシリーズ20周年を記念したオールスターズ映画で、本作品を含む歴代プリキュアが総登場する。キュアメロディのみ声付きで登場。

## その他の作品
ハピネスチャージプリキュア!
2011年に放送された、プリキュアのテレビシリーズ第11作目。同作品のOP冒頭ではシリーズ10周年を記念して、歴代プリキュア33名が祝福のメッセージを述べるコーナーが設けられており、以下の話数に本作品のプリキュアが登場した。
- 9話：キュアリズム
- 15話：キュアメロディ
- 26話：キュアビート
- 33話：キュアミューズ

HUGっと!プリキュア
2018年に放送された、プリキュアのテレビシリーズ第15作目。第37話に本作品のプリキュア全員と音吉がゲストとして登場。
ひろがるスカイ!プリキュア
2023年に放送された、プリキュアのテレビシリーズ第20作目。第20話のエンディング映像冒頭にキュアメロディが登場。映像中盤に登場するミラーパッドの画面上にもプリキュアへの変身バンクをハイライトで流す形で登場している。

## 漫画版
これまでのシリーズ同様、『なかよし』（講談社）にて、上北ふたごによる漫画版が2011年3月号から2012年2月号まで連載された。
連載分は『スイートプリキュア♪ おはなしブック! まるごとキュアビート!』と『スマイルプリキュア!&スイートプリキュア♪ おはなしブック!』に収録、後者には描き下ろしの最終話も掲載されている。また、2015年3月6日にプリキュアシリーズ10周年となかよし創刊60周年を記念し、「プリキュアコレクション」と銘打ってワイドKCなかよしより単行本が発行されている。
- 『スイートプリキュア♪ おはなしブック! まるごとキュアビート!』（講談社Mook、2011年7月29日発行、ISBN 978-4-06-389577-3）
- 『スマイルプリキュア!&スイートプリキュア♪ おはなしブック!』（講談社Mook、2012年2月3日発行、ISBN 978-4-06-389640-4）
- 『スイートプリキュア♪ プリキュアコレクション』（講談社<ワイドKC>、全1巻、2015年3月6日発行、ISBN 978-4-06-337822-1）

## キャラクターショー
遊園地やイベント会場等で観覧できるキャラクターショーは、第1期と第2期に分ける形で開催された。第1期ではメロディとリズム、敵側はバスドラ、ファルセット、ネガトーンが登場。第2期ではプリキュア側にビートが加わり、敵側がバリトン、ファルセット、別個体のネガトーンに変化した。また第2期の途中からは戦闘にこそ参加していないものの、終盤に仮面を取ったミューズも登場するようになった。
有料のミュージカルショーも開催されており、響たちがバラバラに桃太郎、白雪姫、嘘つきの羊飼いの物語に入ってしまうというストーリーが展開された。こちらではキュアミューズは仮面姿で、敵側はトリオ・ザ・マイナーが3人揃って登場する。

## 関連商品
音楽CD・映像ソフトの発売元はいずれもマーベラスAQL（旧：マーベラスエンターテイメント）。

### 音楽CD
いずれも販売元は前作までのジェネオン・ユニバーサル・エンターテイメントに代わり、本作よりソニー・ミュージックディストリビューションに変更された。サウンドトラック・ボーカルアルバムの詳細については「スイートプリキュア♪ サウンドアルバム」を参照。
シングル
1. 「ラ♪ラ♪ラ♪スイートプリキュア♪/ワンダフル↑パワフル↑ミュージック!!」（2011年3月9日発売）
  - CD+DVD盤：MJSS-09001/2
  - 通常盤：MJSS-09003

オープニングテーマとエンディングテーマを2曲収録。初回限定封入特典は、データカードダスプリキュアオールスターズ「ライムカラーのガーリーチュニック（ひびき&かなで）」とプロモーションドレスカード。
2. 「ラ♪ラ♪ラ♪スイートプリキュア♪〜∞UNLIMITED∞ ver.〜/♯キボウレインボウ♯」（2011年9月7日発売）
  - CD+DVD盤：MJSS-09054/5
  - 通常盤：MJSS-09056

後期オープニングテーマと後期エンディングテーマを2曲収録。初回限定封入特典は、データカードダスプリキュアオールスターズ「ピーチソルベミニハット（エレン & ハミィ）」とプロモーションドレスカード。

サウンドトラック
1. 『スイートプリキュア♪ オリジナル・サウンドトラック1 プリキュア・サウンド・ファンタジア!!』（2011年6月1日発売、MJSA-01007）
BGMと主題歌TVsize36曲を収録したサントラ盤。初回封入特典はジャケットサイズ・ステッカー。
2. 『スイートプリキュア♪ オリジナル・サウンドトラック2 プリキュア・サウンド・シンフォニア!!』（2011年11月30日発売、MJSA-01032）
BGM、主題歌TVsize、ボーナストラックにして全28曲を収録したサントラ盤。初回封入特典はジャケットサイズ・ステッカー。

ボーカルアルバム
1. 『スイートプリキュア♪ ボーカルアルバム1 〜とどけ！愛と希望のシンフォニー〜』（2011年7月20日発売、MJSA-01008）
イメージソングや主題歌など全11曲を収録したボーカルアルバム。初回封入特典はジャケットイラストステッカー。
2. 『スイートプリキュア♪ ボーカルアルバム2 〜こころをひとつに〜』（2011年11月30日発売、MJSA-01033）
イメージソングや主題歌など全11曲を収録した第2弾ボーカルアルバム。初回封入特典はジャケットイラストステッカー。
3. 『スイートプリキュア♪ ボーカルベスト』（2012年1月18日発売、MJSA-01041）

### 映像ソフト
いずれも販売元は前作までのポニーキャニオンに代わり、本作よりTCエンタテインメントに変更された。
DVD
2011年6月22日から2012年5月25日にかけて、全16巻（各巻3話収録）が発売された。初回特典はカラーDVDケースとオリジナルステッカー（それぞれ各巻付属）。
| 巻数 | 収録話数    | ジャケットイラスト | 映像特典                                       | 発売日         |
| ---- | ----------- | --- | ---------------------------------------------- | -------------- |
| 1    | 1話 - 3話   | キュアメロディ キュアリズム ハミィ ドリー・レリー・ミリー・ファリー・ソリー・ラリー・シリー                                                                                      | 第1期OP&ED（ノンクレジット） Blu-ray&DVD告知CM | 2011年 6月22日 |
| 2    | 4話 - 6話   | 響 奏 ハミィ ドリー・レリー・ミリー・ファリー・ソリー・ラリー・シリー |                                                | 7月22日        |
| 3    | 7話 - 9話   | 響 奏 ハミィ セイレーン ドリー・レリー・ミリー・ファリー・ソリー・ラリー・シリー                                                                                                 |                                                | 8月26日        |
| 4    | 10話 - 12話 | キュアメロディ キュアリズム 黒ミューズ ドリー・レリー・ミリー・ファリー・ソリー・ラリー・シリー・ドドリー                                                                        |                                                | 9月23日        |
| 5    | 13話 - 15話 | キュアメロディ キュアリズム ハミィ エレン トリオ・ザ・マイナー |                                                | 10月28日       |
| 6    | 16話 - 18話 | 響 奏 ハミィ ドリー・レリー・ミリー・ファリー・ソリー・ラリー・シリー 音符 |                                                | 11月25日       |
| 7    | 19話 - 21話 | キュアメロディ キュアリズム ハミィ エレン |                                                | 12月23日       |
| 8    | 22話 - 24話 | キュアメロディ キュアリズム キュアビート ハミィ ラリー |                                                | 2012年 1月27日 |
| 9    | 25話 - 27話 | 響 奏 エレン ハミィ ドリー・レリー・ミリー・ファリー・ソリー・ラリー・シリー |                                                | 2月24日        |
| 10   | 28話 - 30話 | 響 奏 エレン ハミィ |                                                | 2月24日        |
| 11   | 31話 - 33話 | キュアメロディ キュアリズム キュアビート |                                                | 3月23日        |
| 12   | 34話 - 36話 | キュアメロディ キュアリズム キュアビート キュアミューズ |                                                | 3月23日        |
| 13   | 37話 - 39話 | 響 奏 エレン アコ ハミィ ドドリー | 後期OP&ED（ノンクレジット）                    | 4月27日        |
| 14   | 40話 - 42話 | キュアメロディ キュアリズム キュアビート キュアミューズ ファルセット ピーちゃん（ノイズ）                                                                                        |                                                | 4月27日        |
| 15   | 43話 - 45話 | 響 奏 エレン アコ ハミィ ドリー・レリー・ミリー・ファリー・ソリー・ラリー・シリー・ドドリー                                                                                      |                                                | 5月25日        |
| 16   | 46話 - 48話 | キュアメロディ キュアリズム キュアビート キュアミューズ ハミィ ドリー・レリー・ミリー・ファリー・ソリー・ラリー・シリー・ドドリー ピーちゃん メイジャーランドの人々 加音町の人々 |                                                | 5月25日        |

Blu-ray Disc
2011年10月28日から2012年6月22日にかけて、全4巻（各巻2枚組・12話収録）が発売された。初回特典はオリジナルクリアファイル（各巻付属）。プリキュアのテレビシリーズとしては初めてのBlu-ray Disc化となる。
| 巻数 | 収録話数    | ジャケットイラスト | 映像特典                                       | 発売日          |
| ---- | ----------- | ------------------ | ---------------------------------------------- | --------------- |
| 1    | 1話 - 12話  | キュアメロディ     | 第1期OP&ED（ノンクレジット） Blu-ray&DVD告知CM | 2011年 10月28日 |
| 2    | 13話 - 24話 | キュアリズム       |                                                | 2012年 2月24日  |
| 3    | 25話 - 36話 | キュアビート       |                                                | 4月27日         |
| 4    | 37話 - 48話 | キュアミューズ     | 後期OP&ED（ノンクレジット）                    | 6月22日         |

### ゲーム・アプリ
『データカードダス プリキュアオールスターズ』
データカードダスシリーズであるトレーディングカードアーケードゲーム。『Part4 スイートスイーツコレクション』から登場。ハミィがお出かけキャラとして登場し、フェアリートーンがサポートキャラとして登場。
『スイートプリキュア♪ ハッピーおしゃれハーモニー☆』
セガトイズより2011年5月26日発売のbeena専用の絵本ソフト。
『スイートプリキュア♪ メロディコレクション』
バンダイナムコゲームスより2011年8月25日発売のニンテンドーDS専用のコンピュータゲームソフト。前作『ハートキャッチプリキュア!』がゲストとして登場（ただし、プリキュアの姿では未登場）。プリキュアシリーズのゲームソフトとしては最後のニンテンドーDS用ソフトであり、以降はニンテンドー3DS用ソフトに移行している。
『プリキュア つながるぱずるん』
バンダイナムコエンターテインメントより、2017年3月16日から2020年6月2日まで配信された、スマートフォン（iOS/Android）用パズルゲームアプリ。2018年2月28日より本作品のプリキュアが登場した。

### フィギュア
S.H.Figuartsシリーズ

S.H.Figuarts キュアメロディ
魂ウェブ商店限定。2015年4月発送。ハミィのミニフィギュアが付属。
S.H.Figuarts キュアリズム
魂ウェブ商店限定。2015年5月発送。
S.H.Figuarts キュアビート
魂ウェブ商店限定。2016年4月発送。
S.H.Figuarts キュアミューズ
魂ウェブ商店限定。2017年3月発送。
スケールフィギュア（メガハウス）
アルファオメガ キュアミューズ
2013年1月発売。アルターとの共同プロジェクトによる開発・発売。
エクセレントモデル キュアビート
2015年2月発売。

### 書籍
『高橋晃 東映アニメーションプリキュアワークス』（一迅社、2015年2月27日発売）ISBN 978-4-7580-1422-9
本作品と次々作『ドキドキ!プリキュア』のイラストギャラリーを収めた書籍。高橋による各種アニメ雑誌やDVDジャケットなどに使われた版権イラスト、キャラクター設定、修正原画、『ハピネスチャージプリキュア!』での10周年記念メッセージで使われた原画などで構成。
2021年1月29日には、『スター☆トゥインクルプリキュア』の版権イラストやキャラクター設定、本編原画などを追加収録した改訂版（ISBN 978-4-7580-1711-4）が発行されている。
『小説 スイートプリキュア♪』（原作：東堂いづみ、著：大野敏哉、イラスト：高橋晃、講談社キャラクター文庫、2016年11月22日発売）ISBN 978-4-06-314879-4
本作品を元にしたノベライズ作品。テレビシリーズ最終回から1年後、中学3年になりドイツへの音楽留学の準備を進めている響の視点から、他のプリキュアたちの様子、そして加音町を覆い人々を連れ去っていく謎の黒い雲の正体を探る戦いを描く。
2023年2月8日にはシリーズ20周年を記念した新装版が発売（ISBN 978-4-06-530783-0）。
『スイートプリキュア♪設定資料集』（ムービック、全2巻）
本作品の設定資料集。いずれもA4横版で、Vol.1は2011年7月7日、Vol.2は2012年3月15日発行。

## トピックス
- 2011年1月31日に本作品の制作発表が開催された時に、プリキュア応援団としてFUJIWARAが登場。娘の影響で前々作の『フレッシュプリキュア!』からハマっている原西孝幸が本作品に出演したい意向を松下プロデューサーに志願して、「キュアト音記号」の変身シーンを原西が披露をすると、小清水と折笠、着ぐるみのメロディとリズムの4人が満場一致で「×」の札を挙げ、不採用。相方の藤本敏史からは「40過ぎた前髪揃ったおっさんを誰が起用するんですか」とつっこまれていた[70][注釈 53]。
- 前作に続き本作品でも「ラッキースプーンカップケーキデザインコンテスト」と銘打たれた視聴者参加企画が、講談社の幼児誌「おともだち」「たのしい幼稚園」の主催で実施された。最優秀作品は2011年8月21日放送分（第27話）にて奏が作ったカップケーキとして登場し、受賞者の氏名も同話のエンディングクレジットに記載された。また、最優秀作品は東京都豊島区のナムコ・ナンジャタウンで期間・数量限定で商品化もされた。最優秀作品賞以外にも「おともだち賞」「たのしい幼稚園賞」「優秀賞」の受賞者も併せて朝日放送ホームページに掲載された。
- 2011年3月27日放送[71]の『MUSIC JAPAN』（NHK総合）に、工藤真由と池田彩が出演し、本作品の主題歌「ラ♪ラ♪ラ♪スイートプリキュア♪」と「ワンダフル↑パワフル↑ミュージック!!」をそれぞれ披露、両名はアリア学園制服風のステージ衣装で登場し、キュアメロディとキュアリズムの着ぐるみがバックダンサーを務めた。同番組の放送は当初3月13日の予定だったが、東日本大震災の影響でこの日に延期となった（東北地方はライフライン等の情報に差し替えられたため5月9日未明に放送された）。
- 本作品が、オープニングとエンディング及び本編の字幕スーパー等にて使用してきた写真植字機メーカー「写研」のフォントを用いた最後の作品になった[注釈 54]。